# Pion passé
Cet article utilise la notation algébrique pour décrire des coups du jeu d'échecs.
|   | a | b | c | d | e | f | g | h |   |
| 8 | Pion noir sur case noire h6 · Pion blanc sur case blanche b5 · Pion blanc sur case noire e5 · Pion noir sur case blanche f5 · Pion blanc sur case blanche h5 · Pion blanc sur case blanche c4 · Pion noir sur case noire d4 · Pion blanc sur case noire f4 · Pion blanc sur case blanche g4 | Pion noir sur case noire h6 · Pion blanc sur case blanche b5 · Pion blanc sur case noire e5 · Pion noir sur case blanche f5 · Pion blanc sur case blanche h5 · Pion blanc sur case blanche c4 · Pion noir sur case noire d4 · Pion blanc sur case noire f4 · Pion blanc sur case blanche g4 | Pion noir sur case noire h6 · Pion blanc sur case blanche b5 · Pion blanc sur case noire e5 · Pion noir sur case blanche f5 · Pion blanc sur case blanche h5 · Pion blanc sur case blanche c4 · Pion noir sur case noire d4 · Pion blanc sur case noire f4 · Pion blanc sur case blanche g4 | Pion noir sur case noire h6 · Pion blanc sur case blanche b5 · Pion blanc sur case noire e5 · Pion noir sur case blanche f5 · Pion blanc sur case blanche h5 · Pion blanc sur case blanche c4 · Pion noir sur case noire d4 · Pion blanc sur case noire f4 · Pion blanc sur case blanche g4 | Pion noir sur case noire h6 · Pion blanc sur case blanche b5 · Pion blanc sur case noire e5 · Pion noir sur case blanche f5 · Pion blanc sur case blanche h5 · Pion blanc sur case blanche c4 · Pion noir sur case noire d4 · Pion blanc sur case noire f4 · Pion blanc sur case blanche g4 | Pion noir sur case noire h6 · Pion blanc sur case blanche b5 · Pion blanc sur case noire e5 · Pion noir sur case blanche f5 · Pion blanc sur case blanche h5 · Pion blanc sur case blanche c4 · Pion noir sur case noire d4 · Pion blanc sur case noire f4 · Pion blanc sur case blanche g4 | Pion noir sur case noire h6 · Pion blanc sur case blanche b5 · Pion blanc sur case noire e5 · Pion noir sur case blanche f5 · Pion blanc sur case blanche h5 · Pion blanc sur case blanche c4 · Pion noir sur case noire d4 · Pion blanc sur case noire f4 · Pion blanc sur case blanche g4 | Pion noir sur case noire h6 · Pion blanc sur case blanche b5 · Pion blanc sur case noire e5 · Pion noir sur case blanche f5 · Pion blanc sur case blanche h5 · Pion blanc sur case blanche c4 · Pion noir sur case noire d4 · Pion blanc sur case noire f4 · Pion blanc sur case blanche g4 | 8 |
| 7 | Pion noir sur case noire h6 · Pion blanc sur case blanche b5 · Pion blanc sur case noire e5 · Pion noir sur case blanche f5 · Pion blanc sur case blanche h5 · Pion blanc sur case blanche c4 · Pion noir sur case noire d4 · Pion blanc sur case noire f4 · Pion blanc sur case blanche g4 | Pion noir sur case noire h6 · Pion blanc sur case blanche b5 · Pion blanc sur case noire e5 · Pion noir sur case blanche f5 · Pion blanc sur case blanche h5 · Pion blanc sur case blanche c4 · Pion noir sur case noire d4 · Pion blanc sur case noire f4 · Pion blanc sur case blanche g4 | Pion noir sur case noire h6 · Pion blanc sur case blanche b5 · Pion blanc sur case noire e5 · Pion noir sur case blanche f5 · Pion blanc sur case blanche h5 · Pion blanc sur case blanche c4 · Pion noir sur case noire d4 · Pion blanc sur case noire f4 · Pion blanc sur case blanche g4 | Pion noir sur case noire h6 · Pion blanc sur case blanche b5 · Pion blanc sur case noire e5 · Pion noir sur case blanche f5 · Pion blanc sur case blanche h5 · Pion blanc sur case blanche c4 · Pion noir sur case noire d4 · Pion blanc sur case noire f4 · Pion blanc sur case blanche g4 | Pion noir sur case noire h6 · Pion blanc sur case blanche b5 · Pion blanc sur case noire e5 · Pion noir sur case blanche f5 · Pion blanc sur case blanche h5 · Pion blanc sur case blanche c4 · Pion noir sur case noire d4 · Pion blanc sur case noire f4 · Pion blanc sur case blanche g4 | Pion noir sur case noire h6 · Pion blanc sur case blanche b5 · Pion blanc sur case noire e5 · Pion noir sur case blanche f5 · Pion blanc sur case blanche h5 · Pion blanc sur case blanche c4 · Pion noir sur case noire d4 · Pion blanc sur case noire f4 · Pion blanc sur case blanche g4 | Pion noir sur case noire h6 · Pion blanc sur case blanche b5 · Pion blanc sur case noire e5 · Pion noir sur case blanche f5 · Pion blanc sur case blanche h5 · Pion blanc sur case blanche c4 · Pion noir sur case noire d4 · Pion blanc sur case noire f4 · Pion blanc sur case blanche g4 | Pion noir sur case noire h6 · Pion blanc sur case blanche b5 · Pion blanc sur case noire e5 · Pion noir sur case blanche f5 · Pion blanc sur case blanche h5 · Pion blanc sur case blanche c4 · Pion noir sur case noire d4 · Pion blanc sur case noire f4 · Pion blanc sur case blanche g4 | 7 |
| 6 | Pion noir sur case noire h6 · Pion blanc sur case blanche b5 · Pion blanc sur case noire e5 · Pion noir sur case blanche f5 · Pion blanc sur case blanche h5 · Pion blanc sur case blanche c4 · Pion noir sur case noire d4 · Pion blanc sur case noire f4 · Pion blanc sur case blanche g4 | Pion noir sur case noire h6 · Pion blanc sur case blanche b5 · Pion blanc sur case noire e5 · Pion noir sur case blanche f5 · Pion blanc sur case blanche h5 · Pion blanc sur case blanche c4 · Pion noir sur case noire d4 · Pion blanc sur case noire f4 · Pion blanc sur case blanche g4 | Pion noir sur case noire h6 · Pion blanc sur case blanche b5 · Pion blanc sur case noire e5 · Pion noir sur case blanche f5 · Pion blanc sur case blanche h5 · Pion blanc sur case blanche c4 · Pion noir sur case noire d4 · Pion blanc sur case noire f4 · Pion blanc sur case blanche g4 | Pion noir sur case noire h6 · Pion blanc sur case blanche b5 · Pion blanc sur case noire e5 · Pion noir sur case blanche f5 · Pion blanc sur case blanche h5 · Pion blanc sur case blanche c4 · Pion noir sur case noire d4 · Pion blanc sur case noire f4 · Pion blanc sur case blanche g4 | Pion noir sur case noire h6 · Pion blanc sur case blanche b5 · Pion blanc sur case noire e5 · Pion noir sur case blanche f5 · Pion blanc sur case blanche h5 · Pion blanc sur case blanche c4 · Pion noir sur case noire d4 · Pion blanc sur case noire f4 · Pion blanc sur case blanche g4 | Pion noir sur case noire h6 · Pion blanc sur case blanche b5 · Pion blanc sur case noire e5 · Pion noir sur case blanche f5 · Pion blanc sur case blanche h5 · Pion blanc sur case blanche c4 · Pion noir sur case noire d4 · Pion blanc sur case noire f4 · Pion blanc sur case blanche g4 | Pion noir sur case noire h6 · Pion blanc sur case blanche b5 · Pion blanc sur case noire e5 · Pion noir sur case blanche f5 · Pion blanc sur case blanche h5 · Pion blanc sur case blanche c4 · Pion noir sur case noire d4 · Pion blanc sur case noire f4 · Pion blanc sur case blanche g4 | Pion noir sur case noire h6 · Pion blanc sur case blanche b5 · Pion blanc sur case noire e5 · Pion noir sur case blanche f5 · Pion blanc sur case blanche h5 · Pion blanc sur case blanche c4 · Pion noir sur case noire d4 · Pion blanc sur case noire f4 · Pion blanc sur case blanche g4 | 6 |
| 5 | Pion noir sur case noire h6 · Pion blanc sur case blanche b5 · Pion blanc sur case noire e5 · Pion noir sur case blanche f5 · Pion blanc sur case blanche h5 · Pion blanc sur case blanche c4 · Pion noir sur case noire d4 · Pion blanc sur case noire f4 · Pion blanc sur case blanche g4 | Pion noir sur case noire h6 · Pion blanc sur case blanche b5 · Pion blanc sur case noire e5 · Pion noir sur case blanche f5 · Pion blanc sur case blanche h5 · Pion blanc sur case blanche c4 · Pion noir sur case noire d4 · Pion blanc sur case noire f4 · Pion blanc sur case blanche g4 | Pion noir sur case noire h6 · Pion blanc sur case blanche b5 · Pion blanc sur case noire e5 · Pion noir sur case blanche f5 · Pion blanc sur case blanche h5 · Pion blanc sur case blanche c4 · Pion noir sur case noire d4 · Pion blanc sur case noire f4 · Pion blanc sur case blanche g4 | Pion noir sur case noire h6 · Pion blanc sur case blanche b5 · Pion blanc sur case noire e5 · Pion noir sur case blanche f5 · Pion blanc sur case blanche h5 · Pion blanc sur case blanche c4 · Pion noir sur case noire d4 · Pion blanc sur case noire f4 · Pion blanc sur case blanche g4 | Pion noir sur case noire h6 · Pion blanc sur case blanche b5 · Pion blanc sur case noire e5 · Pion noir sur case blanche f5 · Pion blanc sur case blanche h5 · Pion blanc sur case blanche c4 · Pion noir sur case noire d4 · Pion blanc sur case noire f4 · Pion blanc sur case blanche g4 | Pion noir sur case noire h6 · Pion blanc sur case blanche b5 · Pion blanc sur case noire e5 · Pion noir sur case blanche f5 · Pion blanc sur case blanche h5 · Pion blanc sur case blanche c4 · Pion noir sur case noire d4 · Pion blanc sur case noire f4 · Pion blanc sur case blanche g4 | Pion noir sur case noire h6 · Pion blanc sur case blanche b5 · Pion blanc sur case noire e5 · Pion noir sur case blanche f5 · Pion blanc sur case blanche h5 · Pion blanc sur case blanche c4 · Pion noir sur case noire d4 · Pion blanc sur case noire f4 · Pion blanc sur case blanche g4 | Pion noir sur case noire h6 · Pion blanc sur case blanche b5 · Pion blanc sur case noire e5 · Pion noir sur case blanche f5 · Pion blanc sur case blanche h5 · Pion blanc sur case blanche c4 · Pion noir sur case noire d4 · Pion blanc sur case noire f4 · Pion blanc sur case blanche g4 | 5 |
| 4 | Pion noir sur case noire h6 · Pion blanc sur case blanche b5 · Pion blanc sur case noire e5 · Pion noir sur case blanche f5 · Pion blanc sur case blanche h5 · Pion blanc sur case blanche c4 · Pion noir sur case noire d4 · Pion blanc sur case noire f4 · Pion blanc sur case blanche g4 | Pion noir sur case noire h6 · Pion blanc sur case blanche b5 · Pion blanc sur case noire e5 · Pion noir sur case blanche f5 · Pion blanc sur case blanche h5 · Pion blanc sur case blanche c4 · Pion noir sur case noire d4 · Pion blanc sur case noire f4 · Pion blanc sur case blanche g4 | Pion noir sur case noire h6 · Pion blanc sur case blanche b5 · Pion blanc sur case noire e5 · Pion noir sur case blanche f5 · Pion blanc sur case blanche h5 · Pion blanc sur case blanche c4 · Pion noir sur case noire d4 · Pion blanc sur case noire f4 · Pion blanc sur case blanche g4 | Pion noir sur case noire h6 · Pion blanc sur case blanche b5 · Pion blanc sur case noire e5 · Pion noir sur case blanche f5 · Pion blanc sur case blanche h5 · Pion blanc sur case blanche c4 · Pion noir sur case noire d4 · Pion blanc sur case noire f4 · Pion blanc sur case blanche g4 | Pion noir sur case noire h6 · Pion blanc sur case blanche b5 · Pion blanc sur case noire e5 · Pion noir sur case blanche f5 · Pion blanc sur case blanche h5 · Pion blanc sur case blanche c4 · Pion noir sur case noire d4 · Pion blanc sur case noire f4 · Pion blanc sur case blanche g4 | Pion noir sur case noire h6 · Pion blanc sur case blanche b5 · Pion blanc sur case noire e5 · Pion noir sur case blanche f5 · Pion blanc sur case blanche h5 · Pion blanc sur case blanche c4 · Pion noir sur case noire d4 · Pion blanc sur case noire f4 · Pion blanc sur case blanche g4 | Pion noir sur case noire h6 · Pion blanc sur case blanche b5 · Pion blanc sur case noire e5 · Pion noir sur case blanche f5 · Pion blanc sur case blanche h5 · Pion blanc sur case blanche c4 · Pion noir sur case noire d4 · Pion blanc sur case noire f4 · Pion blanc sur case blanche g4 | Pion noir sur case noire h6 · Pion blanc sur case blanche b5 · Pion blanc sur case noire e5 · Pion noir sur case blanche f5 · Pion blanc sur case blanche h5 · Pion blanc sur case blanche c4 · Pion noir sur case noire d4 · Pion blanc sur case noire f4 · Pion blanc sur case blanche g4 | 4 |
| 3 | Pion noir sur case noire h6 · Pion blanc sur case blanche b5 · Pion blanc sur case noire e5 · Pion noir sur case blanche f5 · Pion blanc sur case blanche h5 · Pion blanc sur case blanche c4 · Pion noir sur case noire d4 · Pion blanc sur case noire f4 · Pion blanc sur case blanche g4 | Pion noir sur case noire h6 · Pion blanc sur case blanche b5 · Pion blanc sur case noire e5 · Pion noir sur case blanche f5 · Pion blanc sur case blanche h5 · Pion blanc sur case blanche c4 · Pion noir sur case noire d4 · Pion blanc sur case noire f4 · Pion blanc sur case blanche g4 | Pion noir sur case noire h6 · Pion blanc sur case blanche b5 · Pion blanc sur case noire e5 · Pion noir sur case blanche f5 · Pion blanc sur case blanche h5 · Pion blanc sur case blanche c4 · Pion noir sur case noire d4 · Pion blanc sur case noire f4 · Pion blanc sur case blanche g4 | Pion noir sur case noire h6 · Pion blanc sur case blanche b5 · Pion blanc sur case noire e5 · Pion noir sur case blanche f5 · Pion blanc sur case blanche h5 · Pion blanc sur case blanche c4 · Pion noir sur case noire d4 · Pion blanc sur case noire f4 · Pion blanc sur case blanche g4 | Pion noir sur case noire h6 · Pion blanc sur case blanche b5 · Pion blanc sur case noire e5 · Pion noir sur case blanche f5 · Pion blanc sur case blanche h5 · Pion blanc sur case blanche c4 · Pion noir sur case noire d4 · Pion blanc sur case noire f4 · Pion blanc sur case blanche g4 | Pion noir sur case noire h6 · Pion blanc sur case blanche b5 · Pion blanc sur case noire e5 · Pion noir sur case blanche f5 · Pion blanc sur case blanche h5 · Pion blanc sur case blanche c4 · Pion noir sur case noire d4 · Pion blanc sur case noire f4 · Pion blanc sur case blanche g4 | Pion noir sur case noire h6 · Pion blanc sur case blanche b5 · Pion blanc sur case noire e5 · Pion noir sur case blanche f5 · Pion blanc sur case blanche h5 · Pion blanc sur case blanche c4 · Pion noir sur case noire d4 · Pion blanc sur case noire f4 · Pion blanc sur case blanche g4 | Pion noir sur case noire h6 · Pion blanc sur case blanche b5 · Pion blanc sur case noire e5 · Pion noir sur case blanche f5 · Pion blanc sur case blanche h5 · Pion blanc sur case blanche c4 · Pion noir sur case noire d4 · Pion blanc sur case noire f4 · Pion blanc sur case blanche g4 | 3 |
| 2 | Pion noir sur case noire h6 · Pion blanc sur case blanche b5 · Pion blanc sur case noire e5 · Pion noir sur case blanche f5 · Pion blanc sur case blanche h5 · Pion blanc sur case blanche c4 · Pion noir sur case noire d4 · Pion blanc sur case noire f4 · Pion blanc sur case blanche g4 | Pion noir sur case noire h6 · Pion blanc sur case blanche b5 · Pion blanc sur case noire e5 · Pion noir sur case blanche f5 · Pion blanc sur case blanche h5 · Pion blanc sur case blanche c4 · Pion noir sur case noire d4 · Pion blanc sur case noire f4 · Pion blanc sur case blanche g4 | Pion noir sur case noire h6 · Pion blanc sur case blanche b5 · Pion blanc sur case noire e5 · Pion noir sur case blanche f5 · Pion blanc sur case blanche h5 · Pion blanc sur case blanche c4 · Pion noir sur case noire d4 · Pion blanc sur case noire f4 · Pion blanc sur case blanche g4 | Pion noir sur case noire h6 · Pion blanc sur case blanche b5 · Pion blanc sur case noire e5 · Pion noir sur case blanche f5 · Pion blanc sur case blanche h5 · Pion blanc sur case blanche c4 · Pion noir sur case noire d4 · Pion blanc sur case noire f4 · Pion blanc sur case blanche g4 | Pion noir sur case noire h6 · Pion blanc sur case blanche b5 · Pion blanc sur case noire e5 · Pion noir sur case blanche f5 · Pion blanc sur case blanche h5 · Pion blanc sur case blanche c4 · Pion noir sur case noire d4 · Pion blanc sur case noire f4 · Pion blanc sur case blanche g4 | Pion noir sur case noire h6 · Pion blanc sur case blanche b5 · Pion blanc sur case noire e5 · Pion noir sur case blanche f5 · Pion blanc sur case blanche h5 · Pion blanc sur case blanche c4 · Pion noir sur case noire d4 · Pion blanc sur case noire f4 · Pion blanc sur case blanche g4 | Pion noir sur case noire h6 · Pion blanc sur case blanche b5 · Pion blanc sur case noire e5 · Pion noir sur case blanche f5 · Pion blanc sur case blanche h5 · Pion blanc sur case blanche c4 · Pion noir sur case noire d4 · Pion blanc sur case noire f4 · Pion blanc sur case blanche g4 | Pion noir sur case noire h6 · Pion blanc sur case blanche b5 · Pion blanc sur case noire e5 · Pion noir sur case blanche f5 · Pion blanc sur case blanche h5 · Pion blanc sur case blanche c4 · Pion noir sur case noire d4 · Pion blanc sur case noire f4 · Pion blanc sur case blanche g4 | 2 |
| 1 | Pion noir sur case noire h6 · Pion blanc sur case blanche b5 · Pion blanc sur case noire e5 · Pion noir sur case blanche f5 · Pion blanc sur case blanche h5 · Pion blanc sur case blanche c4 · Pion noir sur case noire d4 · Pion blanc sur case noire f4 · Pion blanc sur case blanche g4 | Pion noir sur case noire h6 · Pion blanc sur case blanche b5 · Pion blanc sur case noire e5 · Pion noir sur case blanche f5 · Pion blanc sur case blanche h5 · Pion blanc sur case blanche c4 · Pion noir sur case noire d4 · Pion blanc sur case noire f4 · Pion blanc sur case blanche g4 | Pion noir sur case noire h6 · Pion blanc sur case blanche b5 · Pion blanc sur case noire e5 · Pion noir sur case blanche f5 · Pion blanc sur case blanche h5 · Pion blanc sur case blanche c4 · Pion noir sur case noire d4 · Pion blanc sur case noire f4 · Pion blanc sur case blanche g4 | Pion noir sur case noire h6 · Pion blanc sur case blanche b5 · Pion blanc sur case noire e5 · Pion noir sur case blanche f5 · Pion blanc sur case blanche h5 · Pion blanc sur case blanche c4 · Pion noir sur case noire d4 · Pion blanc sur case noire f4 · Pion blanc sur case blanche g4 | Pion noir sur case noire h6 · Pion blanc sur case blanche b5 · Pion blanc sur case noire e5 · Pion noir sur case blanche f5 · Pion blanc sur case blanche h5 · Pion blanc sur case blanche c4 · Pion noir sur case noire d4 · Pion blanc sur case noire f4 · Pion blanc sur case blanche g4 | Pion noir sur case noire h6 · Pion blanc sur case blanche b5 · Pion blanc sur case noire e5 · Pion noir sur case blanche f5 · Pion blanc sur case blanche h5 · Pion blanc sur case blanche c4 · Pion noir sur case noire d4 · Pion blanc sur case noire f4 · Pion blanc sur case blanche g4 | Pion noir sur case noire h6 · Pion blanc sur case blanche b5 · Pion blanc sur case noire e5 · Pion noir sur case blanche f5 · Pion blanc sur case blanche h5 · Pion blanc sur case blanche c4 · Pion noir sur case noire d4 · Pion blanc sur case noire f4 · Pion blanc sur case blanche g4 | Pion noir sur case noire h6 · Pion blanc sur case blanche b5 · Pion blanc sur case noire e5 · Pion noir sur case blanche f5 · Pion blanc sur case blanche h5 · Pion blanc sur case blanche c4 · Pion noir sur case noire d4 · Pion blanc sur case noire f4 · Pion blanc sur case blanche g4 | 1 |
|   | a | b | c | d | e | f | g | h |   |

Aux échecs, un pion passé est un pion qui n'est pas gêné dans son avance vers la 8e rangée par un pion adverse, c'est-à-dire qu'il n'y a pas de pion adverse devant lui, ni sur la même colonne, ni sur une colonne adjacente. Les pions passés sont un avantage car ils peuvent plus facilement aller à la promotion sans autres pions pour les bloquer.
Dans le diagramme de droite, les pions blancs en b5, c4 et e5 sont des pions passés, tout comme le pion noir en d4. Si les Noirs jouent fxg4, ils auront également un pion passé en g4, et les Blancs auront un pion passé en f4.

## Pion passé protégé
|   | a | b | c | d | e | f | g | h |   |
| 8 | Pion noir sur case noire a7 · Dame noire sur case noire e7 · Roi noir sur case noire g7 · Pion noir sur case blanche h7 · Pion noir sur case noire b6 · Pion blanc sur case blanche e6 · Cavalier noir sur case noire f6 · Pion noir sur case blanche g6 · Pion noir sur case blanche d5 · Dame blanche sur case noire e5 · Pion noir sur case blanche c4 · Pion blanc sur case noire d4 · Cavalier noir sur case blanche b3 · Pion blanc sur case noire c3 · Cavalier blanc sur case noire g3 · Fou blanc sur case noire b2 · Pion blanc sur case blanche g2 · Pion blanc sur case noire h2 · Roi blanc sur case noire g1 | Pion noir sur case noire a7 · Dame noire sur case noire e7 · Roi noir sur case noire g7 · Pion noir sur case blanche h7 · Pion noir sur case noire b6 · Pion blanc sur case blanche e6 · Cavalier noir sur case noire f6 · Pion noir sur case blanche g6 · Pion noir sur case blanche d5 · Dame blanche sur case noire e5 · Pion noir sur case blanche c4 · Pion blanc sur case noire d4 · Cavalier noir sur case blanche b3 · Pion blanc sur case noire c3 · Cavalier blanc sur case noire g3 · Fou blanc sur case noire b2 · Pion blanc sur case blanche g2 · Pion blanc sur case noire h2 · Roi blanc sur case noire g1 | Pion noir sur case noire a7 · Dame noire sur case noire e7 · Roi noir sur case noire g7 · Pion noir sur case blanche h7 · Pion noir sur case noire b6 · Pion blanc sur case blanche e6 · Cavalier noir sur case noire f6 · Pion noir sur case blanche g6 · Pion noir sur case blanche d5 · Dame blanche sur case noire e5 · Pion noir sur case blanche c4 · Pion blanc sur case noire d4 · Cavalier noir sur case blanche b3 · Pion blanc sur case noire c3 · Cavalier blanc sur case noire g3 · Fou blanc sur case noire b2 · Pion blanc sur case blanche g2 · Pion blanc sur case noire h2 · Roi blanc sur case noire g1 | Pion noir sur case noire a7 · Dame noire sur case noire e7 · Roi noir sur case noire g7 · Pion noir sur case blanche h7 · Pion noir sur case noire b6 · Pion blanc sur case blanche e6 · Cavalier noir sur case noire f6 · Pion noir sur case blanche g6 · Pion noir sur case blanche d5 · Dame blanche sur case noire e5 · Pion noir sur case blanche c4 · Pion blanc sur case noire d4 · Cavalier noir sur case blanche b3 · Pion blanc sur case noire c3 · Cavalier blanc sur case noire g3 · Fou blanc sur case noire b2 · Pion blanc sur case blanche g2 · Pion blanc sur case noire h2 · Roi blanc sur case noire g1 | Pion noir sur case noire a7 · Dame noire sur case noire e7 · Roi noir sur case noire g7 · Pion noir sur case blanche h7 · Pion noir sur case noire b6 · Pion blanc sur case blanche e6 · Cavalier noir sur case noire f6 · Pion noir sur case blanche g6 · Pion noir sur case blanche d5 · Dame blanche sur case noire e5 · Pion noir sur case blanche c4 · Pion blanc sur case noire d4 · Cavalier noir sur case blanche b3 · Pion blanc sur case noire c3 · Cavalier blanc sur case noire g3 · Fou blanc sur case noire b2 · Pion blanc sur case blanche g2 · Pion blanc sur case noire h2 · Roi blanc sur case noire g1 | Pion noir sur case noire a7 · Dame noire sur case noire e7 · Roi noir sur case noire g7 · Pion noir sur case blanche h7 · Pion noir sur case noire b6 · Pion blanc sur case blanche e6 · Cavalier noir sur case noire f6 · Pion noir sur case blanche g6 · Pion noir sur case blanche d5 · Dame blanche sur case noire e5 · Pion noir sur case blanche c4 · Pion blanc sur case noire d4 · Cavalier noir sur case blanche b3 · Pion blanc sur case noire c3 · Cavalier blanc sur case noire g3 · Fou blanc sur case noire b2 · Pion blanc sur case blanche g2 · Pion blanc sur case noire h2 · Roi blanc sur case noire g1 | Pion noir sur case noire a7 · Dame noire sur case noire e7 · Roi noir sur case noire g7 · Pion noir sur case blanche h7 · Pion noir sur case noire b6 · Pion blanc sur case blanche e6 · Cavalier noir sur case noire f6 · Pion noir sur case blanche g6 · Pion noir sur case blanche d5 · Dame blanche sur case noire e5 · Pion noir sur case blanche c4 · Pion blanc sur case noire d4 · Cavalier noir sur case blanche b3 · Pion blanc sur case noire c3 · Cavalier blanc sur case noire g3 · Fou blanc sur case noire b2 · Pion blanc sur case blanche g2 · Pion blanc sur case noire h2 · Roi blanc sur case noire g1 | Pion noir sur case noire a7 · Dame noire sur case noire e7 · Roi noir sur case noire g7 · Pion noir sur case blanche h7 · Pion noir sur case noire b6 · Pion blanc sur case blanche e6 · Cavalier noir sur case noire f6 · Pion noir sur case blanche g6 · Pion noir sur case blanche d5 · Dame blanche sur case noire e5 · Pion noir sur case blanche c4 · Pion blanc sur case noire d4 · Cavalier noir sur case blanche b3 · Pion blanc sur case noire c3 · Cavalier blanc sur case noire g3 · Fou blanc sur case noire b2 · Pion blanc sur case blanche g2 · Pion blanc sur case noire h2 · Roi blanc sur case noire g1 | 8 |
| 7 | Pion noir sur case noire a7 · Dame noire sur case noire e7 · Roi noir sur case noire g7 · Pion noir sur case blanche h7 · Pion noir sur case noire b6 · Pion blanc sur case blanche e6 · Cavalier noir sur case noire f6 · Pion noir sur case blanche g6 · Pion noir sur case blanche d5 · Dame blanche sur case noire e5 · Pion noir sur case blanche c4 · Pion blanc sur case noire d4 · Cavalier noir sur case blanche b3 · Pion blanc sur case noire c3 · Cavalier blanc sur case noire g3 · Fou blanc sur case noire b2 · Pion blanc sur case blanche g2 · Pion blanc sur case noire h2 · Roi blanc sur case noire g1 | Pion noir sur case noire a7 · Dame noire sur case noire e7 · Roi noir sur case noire g7 · Pion noir sur case blanche h7 · Pion noir sur case noire b6 · Pion blanc sur case blanche e6 · Cavalier noir sur case noire f6 · Pion noir sur case blanche g6 · Pion noir sur case blanche d5 · Dame blanche sur case noire e5 · Pion noir sur case blanche c4 · Pion blanc sur case noire d4 · Cavalier noir sur case blanche b3 · Pion blanc sur case noire c3 · Cavalier blanc sur case noire g3 · Fou blanc sur case noire b2 · Pion blanc sur case blanche g2 · Pion blanc sur case noire h2 · Roi blanc sur case noire g1 | Pion noir sur case noire a7 · Dame noire sur case noire e7 · Roi noir sur case noire g7 · Pion noir sur case blanche h7 · Pion noir sur case noire b6 · Pion blanc sur case blanche e6 · Cavalier noir sur case noire f6 · Pion noir sur case blanche g6 · Pion noir sur case blanche d5 · Dame blanche sur case noire e5 · Pion noir sur case blanche c4 · Pion blanc sur case noire d4 · Cavalier noir sur case blanche b3 · Pion blanc sur case noire c3 · Cavalier blanc sur case noire g3 · Fou blanc sur case noire b2 · Pion blanc sur case blanche g2 · Pion blanc sur case noire h2 · Roi blanc sur case noire g1 | Pion noir sur case noire a7 · Dame noire sur case noire e7 · Roi noir sur case noire g7 · Pion noir sur case blanche h7 · Pion noir sur case noire b6 · Pion blanc sur case blanche e6 · Cavalier noir sur case noire f6 · Pion noir sur case blanche g6 · Pion noir sur case blanche d5 · Dame blanche sur case noire e5 · Pion noir sur case blanche c4 · Pion blanc sur case noire d4 · Cavalier noir sur case blanche b3 · Pion blanc sur case noire c3 · Cavalier blanc sur case noire g3 · Fou blanc sur case noire b2 · Pion blanc sur case blanche g2 · Pion blanc sur case noire h2 · Roi blanc sur case noire g1 | Pion noir sur case noire a7 · Dame noire sur case noire e7 · Roi noir sur case noire g7 · Pion noir sur case blanche h7 · Pion noir sur case noire b6 · Pion blanc sur case blanche e6 · Cavalier noir sur case noire f6 · Pion noir sur case blanche g6 · Pion noir sur case blanche d5 · Dame blanche sur case noire e5 · Pion noir sur case blanche c4 · Pion blanc sur case noire d4 · Cavalier noir sur case blanche b3 · Pion blanc sur case noire c3 · Cavalier blanc sur case noire g3 · Fou blanc sur case noire b2 · Pion blanc sur case blanche g2 · Pion blanc sur case noire h2 · Roi blanc sur case noire g1 | Pion noir sur case noire a7 · Dame noire sur case noire e7 · Roi noir sur case noire g7 · Pion noir sur case blanche h7 · Pion noir sur case noire b6 · Pion blanc sur case blanche e6 · Cavalier noir sur case noire f6 · Pion noir sur case blanche g6 · Pion noir sur case blanche d5 · Dame blanche sur case noire e5 · Pion noir sur case blanche c4 · Pion blanc sur case noire d4 · Cavalier noir sur case blanche b3 · Pion blanc sur case noire c3 · Cavalier blanc sur case noire g3 · Fou blanc sur case noire b2 · Pion blanc sur case blanche g2 · Pion blanc sur case noire h2 · Roi blanc sur case noire g1 | Pion noir sur case noire a7 · Dame noire sur case noire e7 · Roi noir sur case noire g7 · Pion noir sur case blanche h7 · Pion noir sur case noire b6 · Pion blanc sur case blanche e6 · Cavalier noir sur case noire f6 · Pion noir sur case blanche g6 · Pion noir sur case blanche d5 · Dame blanche sur case noire e5 · Pion noir sur case blanche c4 · Pion blanc sur case noire d4 · Cavalier noir sur case blanche b3 · Pion blanc sur case noire c3 · Cavalier blanc sur case noire g3 · Fou blanc sur case noire b2 · Pion blanc sur case blanche g2 · Pion blanc sur case noire h2 · Roi blanc sur case noire g1 | Pion noir sur case noire a7 · Dame noire sur case noire e7 · Roi noir sur case noire g7 · Pion noir sur case blanche h7 · Pion noir sur case noire b6 · Pion blanc sur case blanche e6 · Cavalier noir sur case noire f6 · Pion noir sur case blanche g6 · Pion noir sur case blanche d5 · Dame blanche sur case noire e5 · Pion noir sur case blanche c4 · Pion blanc sur case noire d4 · Cavalier noir sur case blanche b3 · Pion blanc sur case noire c3 · Cavalier blanc sur case noire g3 · Fou blanc sur case noire b2 · Pion blanc sur case blanche g2 · Pion blanc sur case noire h2 · Roi blanc sur case noire g1 | 7 |
| 6 | Pion noir sur case noire a7 · Dame noire sur case noire e7 · Roi noir sur case noire g7 · Pion noir sur case blanche h7 · Pion noir sur case noire b6 · Pion blanc sur case blanche e6 · Cavalier noir sur case noire f6 · Pion noir sur case blanche g6 · Pion noir sur case blanche d5 · Dame blanche sur case noire e5 · Pion noir sur case blanche c4 · Pion blanc sur case noire d4 · Cavalier noir sur case blanche b3 · Pion blanc sur case noire c3 · Cavalier blanc sur case noire g3 · Fou blanc sur case noire b2 · Pion blanc sur case blanche g2 · Pion blanc sur case noire h2 · Roi blanc sur case noire g1 | Pion noir sur case noire a7 · Dame noire sur case noire e7 · Roi noir sur case noire g7 · Pion noir sur case blanche h7 · Pion noir sur case noire b6 · Pion blanc sur case blanche e6 · Cavalier noir sur case noire f6 · Pion noir sur case blanche g6 · Pion noir sur case blanche d5 · Dame blanche sur case noire e5 · Pion noir sur case blanche c4 · Pion blanc sur case noire d4 · Cavalier noir sur case blanche b3 · Pion blanc sur case noire c3 · Cavalier blanc sur case noire g3 · Fou blanc sur case noire b2 · Pion blanc sur case blanche g2 · Pion blanc sur case noire h2 · Roi blanc sur case noire g1 | Pion noir sur case noire a7 · Dame noire sur case noire e7 · Roi noir sur case noire g7 · Pion noir sur case blanche h7 · Pion noir sur case noire b6 · Pion blanc sur case blanche e6 · Cavalier noir sur case noire f6 · Pion noir sur case blanche g6 · Pion noir sur case blanche d5 · Dame blanche sur case noire e5 · Pion noir sur case blanche c4 · Pion blanc sur case noire d4 · Cavalier noir sur case blanche b3 · Pion blanc sur case noire c3 · Cavalier blanc sur case noire g3 · Fou blanc sur case noire b2 · Pion blanc sur case blanche g2 · Pion blanc sur case noire h2 · Roi blanc sur case noire g1 | Pion noir sur case noire a7 · Dame noire sur case noire e7 · Roi noir sur case noire g7 · Pion noir sur case blanche h7 · Pion noir sur case noire b6 · Pion blanc sur case blanche e6 · Cavalier noir sur case noire f6 · Pion noir sur case blanche g6 · Pion noir sur case blanche d5 · Dame blanche sur case noire e5 · Pion noir sur case blanche c4 · Pion blanc sur case noire d4 · Cavalier noir sur case blanche b3 · Pion blanc sur case noire c3 · Cavalier blanc sur case noire g3 · Fou blanc sur case noire b2 · Pion blanc sur case blanche g2 · Pion blanc sur case noire h2 · Roi blanc sur case noire g1 | Pion noir sur case noire a7 · Dame noire sur case noire e7 · Roi noir sur case noire g7 · Pion noir sur case blanche h7 · Pion noir sur case noire b6 · Pion blanc sur case blanche e6 · Cavalier noir sur case noire f6 · Pion noir sur case blanche g6 · Pion noir sur case blanche d5 · Dame blanche sur case noire e5 · Pion noir sur case blanche c4 · Pion blanc sur case noire d4 · Cavalier noir sur case blanche b3 · Pion blanc sur case noire c3 · Cavalier blanc sur case noire g3 · Fou blanc sur case noire b2 · Pion blanc sur case blanche g2 · Pion blanc sur case noire h2 · Roi blanc sur case noire g1 | Pion noir sur case noire a7 · Dame noire sur case noire e7 · Roi noir sur case noire g7 · Pion noir sur case blanche h7 · Pion noir sur case noire b6 · Pion blanc sur case blanche e6 · Cavalier noir sur case noire f6 · Pion noir sur case blanche g6 · Pion noir sur case blanche d5 · Dame blanche sur case noire e5 · Pion noir sur case blanche c4 · Pion blanc sur case noire d4 · Cavalier noir sur case blanche b3 · Pion blanc sur case noire c3 · Cavalier blanc sur case noire g3 · Fou blanc sur case noire b2 · Pion blanc sur case blanche g2 · Pion blanc sur case noire h2 · Roi blanc sur case noire g1 | Pion noir sur case noire a7 · Dame noire sur case noire e7 · Roi noir sur case noire g7 · Pion noir sur case blanche h7 · Pion noir sur case noire b6 · Pion blanc sur case blanche e6 · Cavalier noir sur case noire f6 · Pion noir sur case blanche g6 · Pion noir sur case blanche d5 · Dame blanche sur case noire e5 · Pion noir sur case blanche c4 · Pion blanc sur case noire d4 · Cavalier noir sur case blanche b3 · Pion blanc sur case noire c3 · Cavalier blanc sur case noire g3 · Fou blanc sur case noire b2 · Pion blanc sur case blanche g2 · Pion blanc sur case noire h2 · Roi blanc sur case noire g1 | Pion noir sur case noire a7 · Dame noire sur case noire e7 · Roi noir sur case noire g7 · Pion noir sur case blanche h7 · Pion noir sur case noire b6 · Pion blanc sur case blanche e6 · Cavalier noir sur case noire f6 · Pion noir sur case blanche g6 · Pion noir sur case blanche d5 · Dame blanche sur case noire e5 · Pion noir sur case blanche c4 · Pion blanc sur case noire d4 · Cavalier noir sur case blanche b3 · Pion blanc sur case noire c3 · Cavalier blanc sur case noire g3 · Fou blanc sur case noire b2 · Pion blanc sur case blanche g2 · Pion blanc sur case noire h2 · Roi blanc sur case noire g1 | 6 |
| 5 | Pion noir sur case noire a7 · Dame noire sur case noire e7 · Roi noir sur case noire g7 · Pion noir sur case blanche h7 · Pion noir sur case noire b6 · Pion blanc sur case blanche e6 · Cavalier noir sur case noire f6 · Pion noir sur case blanche g6 · Pion noir sur case blanche d5 · Dame blanche sur case noire e5 · Pion noir sur case blanche c4 · Pion blanc sur case noire d4 · Cavalier noir sur case blanche b3 · Pion blanc sur case noire c3 · Cavalier blanc sur case noire g3 · Fou blanc sur case noire b2 · Pion blanc sur case blanche g2 · Pion blanc sur case noire h2 · Roi blanc sur case noire g1 | Pion noir sur case noire a7 · Dame noire sur case noire e7 · Roi noir sur case noire g7 · Pion noir sur case blanche h7 · Pion noir sur case noire b6 · Pion blanc sur case blanche e6 · Cavalier noir sur case noire f6 · Pion noir sur case blanche g6 · Pion noir sur case blanche d5 · Dame blanche sur case noire e5 · Pion noir sur case blanche c4 · Pion blanc sur case noire d4 · Cavalier noir sur case blanche b3 · Pion blanc sur case noire c3 · Cavalier blanc sur case noire g3 · Fou blanc sur case noire b2 · Pion blanc sur case blanche g2 · Pion blanc sur case noire h2 · Roi blanc sur case noire g1 | Pion noir sur case noire a7 · Dame noire sur case noire e7 · Roi noir sur case noire g7 · Pion noir sur case blanche h7 · Pion noir sur case noire b6 · Pion blanc sur case blanche e6 · Cavalier noir sur case noire f6 · Pion noir sur case blanche g6 · Pion noir sur case blanche d5 · Dame blanche sur case noire e5 · Pion noir sur case blanche c4 · Pion blanc sur case noire d4 · Cavalier noir sur case blanche b3 · Pion blanc sur case noire c3 · Cavalier blanc sur case noire g3 · Fou blanc sur case noire b2 · Pion blanc sur case blanche g2 · Pion blanc sur case noire h2 · Roi blanc sur case noire g1 | Pion noir sur case noire a7 · Dame noire sur case noire e7 · Roi noir sur case noire g7 · Pion noir sur case blanche h7 · Pion noir sur case noire b6 · Pion blanc sur case blanche e6 · Cavalier noir sur case noire f6 · Pion noir sur case blanche g6 · Pion noir sur case blanche d5 · Dame blanche sur case noire e5 · Pion noir sur case blanche c4 · Pion blanc sur case noire d4 · Cavalier noir sur case blanche b3 · Pion blanc sur case noire c3 · Cavalier blanc sur case noire g3 · Fou blanc sur case noire b2 · Pion blanc sur case blanche g2 · Pion blanc sur case noire h2 · Roi blanc sur case noire g1 | Pion noir sur case noire a7 · Dame noire sur case noire e7 · Roi noir sur case noire g7 · Pion noir sur case blanche h7 · Pion noir sur case noire b6 · Pion blanc sur case blanche e6 · Cavalier noir sur case noire f6 · Pion noir sur case blanche g6 · Pion noir sur case blanche d5 · Dame blanche sur case noire e5 · Pion noir sur case blanche c4 · Pion blanc sur case noire d4 · Cavalier noir sur case blanche b3 · Pion blanc sur case noire c3 · Cavalier blanc sur case noire g3 · Fou blanc sur case noire b2 · Pion blanc sur case blanche g2 · Pion blanc sur case noire h2 · Roi blanc sur case noire g1 | Pion noir sur case noire a7 · Dame noire sur case noire e7 · Roi noir sur case noire g7 · Pion noir sur case blanche h7 · Pion noir sur case noire b6 · Pion blanc sur case blanche e6 · Cavalier noir sur case noire f6 · Pion noir sur case blanche g6 · Pion noir sur case blanche d5 · Dame blanche sur case noire e5 · Pion noir sur case blanche c4 · Pion blanc sur case noire d4 · Cavalier noir sur case blanche b3 · Pion blanc sur case noire c3 · Cavalier blanc sur case noire g3 · Fou blanc sur case noire b2 · Pion blanc sur case blanche g2 · Pion blanc sur case noire h2 · Roi blanc sur case noire g1 | Pion noir sur case noire a7 · Dame noire sur case noire e7 · Roi noir sur case noire g7 · Pion noir sur case blanche h7 · Pion noir sur case noire b6 · Pion blanc sur case blanche e6 · Cavalier noir sur case noire f6 · Pion noir sur case blanche g6 · Pion noir sur case blanche d5 · Dame blanche sur case noire e5 · Pion noir sur case blanche c4 · Pion blanc sur case noire d4 · Cavalier noir sur case blanche b3 · Pion blanc sur case noire c3 · Cavalier blanc sur case noire g3 · Fou blanc sur case noire b2 · Pion blanc sur case blanche g2 · Pion blanc sur case noire h2 · Roi blanc sur case noire g1 | Pion noir sur case noire a7 · Dame noire sur case noire e7 · Roi noir sur case noire g7 · Pion noir sur case blanche h7 · Pion noir sur case noire b6 · Pion blanc sur case blanche e6 · Cavalier noir sur case noire f6 · Pion noir sur case blanche g6 · Pion noir sur case blanche d5 · Dame blanche sur case noire e5 · Pion noir sur case blanche c4 · Pion blanc sur case noire d4 · Cavalier noir sur case blanche b3 · Pion blanc sur case noire c3 · Cavalier blanc sur case noire g3 · Fou blanc sur case noire b2 · Pion blanc sur case blanche g2 · Pion blanc sur case noire h2 · Roi blanc sur case noire g1 | 5 |
| 4 | Pion noir sur case noire a7 · Dame noire sur case noire e7 · Roi noir sur case noire g7 · Pion noir sur case blanche h7 · Pion noir sur case noire b6 · Pion blanc sur case blanche e6 · Cavalier noir sur case noire f6 · Pion noir sur case blanche g6 · Pion noir sur case blanche d5 · Dame blanche sur case noire e5 · Pion noir sur case blanche c4 · Pion blanc sur case noire d4 · Cavalier noir sur case blanche b3 · Pion blanc sur case noire c3 · Cavalier blanc sur case noire g3 · Fou blanc sur case noire b2 · Pion blanc sur case blanche g2 · Pion blanc sur case noire h2 · Roi blanc sur case noire g1 | Pion noir sur case noire a7 · Dame noire sur case noire e7 · Roi noir sur case noire g7 · Pion noir sur case blanche h7 · Pion noir sur case noire b6 · Pion blanc sur case blanche e6 · Cavalier noir sur case noire f6 · Pion noir sur case blanche g6 · Pion noir sur case blanche d5 · Dame blanche sur case noire e5 · Pion noir sur case blanche c4 · Pion blanc sur case noire d4 · Cavalier noir sur case blanche b3 · Pion blanc sur case noire c3 · Cavalier blanc sur case noire g3 · Fou blanc sur case noire b2 · Pion blanc sur case blanche g2 · Pion blanc sur case noire h2 · Roi blanc sur case noire g1 | Pion noir sur case noire a7 · Dame noire sur case noire e7 · Roi noir sur case noire g7 · Pion noir sur case blanche h7 · Pion noir sur case noire b6 · Pion blanc sur case blanche e6 · Cavalier noir sur case noire f6 · Pion noir sur case blanche g6 · Pion noir sur case blanche d5 · Dame blanche sur case noire e5 · Pion noir sur case blanche c4 · Pion blanc sur case noire d4 · Cavalier noir sur case blanche b3 · Pion blanc sur case noire c3 · Cavalier blanc sur case noire g3 · Fou blanc sur case noire b2 · Pion blanc sur case blanche g2 · Pion blanc sur case noire h2 · Roi blanc sur case noire g1 | Pion noir sur case noire a7 · Dame noire sur case noire e7 · Roi noir sur case noire g7 · Pion noir sur case blanche h7 · Pion noir sur case noire b6 · Pion blanc sur case blanche e6 · Cavalier noir sur case noire f6 · Pion noir sur case blanche g6 · Pion noir sur case blanche d5 · Dame blanche sur case noire e5 · Pion noir sur case blanche c4 · Pion blanc sur case noire d4 · Cavalier noir sur case blanche b3 · Pion blanc sur case noire c3 · Cavalier blanc sur case noire g3 · Fou blanc sur case noire b2 · Pion blanc sur case blanche g2 · Pion blanc sur case noire h2 · Roi blanc sur case noire g1 | Pion noir sur case noire a7 · Dame noire sur case noire e7 · Roi noir sur case noire g7 · Pion noir sur case blanche h7 · Pion noir sur case noire b6 · Pion blanc sur case blanche e6 · Cavalier noir sur case noire f6 · Pion noir sur case blanche g6 · Pion noir sur case blanche d5 · Dame blanche sur case noire e5 · Pion noir sur case blanche c4 · Pion blanc sur case noire d4 · Cavalier noir sur case blanche b3 · Pion blanc sur case noire c3 · Cavalier blanc sur case noire g3 · Fou blanc sur case noire b2 · Pion blanc sur case blanche g2 · Pion blanc sur case noire h2 · Roi blanc sur case noire g1 | Pion noir sur case noire a7 · Dame noire sur case noire e7 · Roi noir sur case noire g7 · Pion noir sur case blanche h7 · Pion noir sur case noire b6 · Pion blanc sur case blanche e6 · Cavalier noir sur case noire f6 · Pion noir sur case blanche g6 · Pion noir sur case blanche d5 · Dame blanche sur case noire e5 · Pion noir sur case blanche c4 · Pion blanc sur case noire d4 · Cavalier noir sur case blanche b3 · Pion blanc sur case noire c3 · Cavalier blanc sur case noire g3 · Fou blanc sur case noire b2 · Pion blanc sur case blanche g2 · Pion blanc sur case noire h2 · Roi blanc sur case noire g1 | Pion noir sur case noire a7 · Dame noire sur case noire e7 · Roi noir sur case noire g7 · Pion noir sur case blanche h7 · Pion noir sur case noire b6 · Pion blanc sur case blanche e6 · Cavalier noir sur case noire f6 · Pion noir sur case blanche g6 · Pion noir sur case blanche d5 · Dame blanche sur case noire e5 · Pion noir sur case blanche c4 · Pion blanc sur case noire d4 · Cavalier noir sur case blanche b3 · Pion blanc sur case noire c3 · Cavalier blanc sur case noire g3 · Fou blanc sur case noire b2 · Pion blanc sur case blanche g2 · Pion blanc sur case noire h2 · Roi blanc sur case noire g1 | Pion noir sur case noire a7 · Dame noire sur case noire e7 · Roi noir sur case noire g7 · Pion noir sur case blanche h7 · Pion noir sur case noire b6 · Pion blanc sur case blanche e6 · Cavalier noir sur case noire f6 · Pion noir sur case blanche g6 · Pion noir sur case blanche d5 · Dame blanche sur case noire e5 · Pion noir sur case blanche c4 · Pion blanc sur case noire d4 · Cavalier noir sur case blanche b3 · Pion blanc sur case noire c3 · Cavalier blanc sur case noire g3 · Fou blanc sur case noire b2 · Pion blanc sur case blanche g2 · Pion blanc sur case noire h2 · Roi blanc sur case noire g1 | 4 |
| 3 | Pion noir sur case noire a7 · Dame noire sur case noire e7 · Roi noir sur case noire g7 · Pion noir sur case blanche h7 · Pion noir sur case noire b6 · Pion blanc sur case blanche e6 · Cavalier noir sur case noire f6 · Pion noir sur case blanche g6 · Pion noir sur case blanche d5 · Dame blanche sur case noire e5 · Pion noir sur case blanche c4 · Pion blanc sur case noire d4 · Cavalier noir sur case blanche b3 · Pion blanc sur case noire c3 · Cavalier blanc sur case noire g3 · Fou blanc sur case noire b2 · Pion blanc sur case blanche g2 · Pion blanc sur case noire h2 · Roi blanc sur case noire g1 | Pion noir sur case noire a7 · Dame noire sur case noire e7 · Roi noir sur case noire g7 · Pion noir sur case blanche h7 · Pion noir sur case noire b6 · Pion blanc sur case blanche e6 · Cavalier noir sur case noire f6 · Pion noir sur case blanche g6 · Pion noir sur case blanche d5 · Dame blanche sur case noire e5 · Pion noir sur case blanche c4 · Pion blanc sur case noire d4 · Cavalier noir sur case blanche b3 · Pion blanc sur case noire c3 · Cavalier blanc sur case noire g3 · Fou blanc sur case noire b2 · Pion blanc sur case blanche g2 · Pion blanc sur case noire h2 · Roi blanc sur case noire g1 | Pion noir sur case noire a7 · Dame noire sur case noire e7 · Roi noir sur case noire g7 · Pion noir sur case blanche h7 · Pion noir sur case noire b6 · Pion blanc sur case blanche e6 · Cavalier noir sur case noire f6 · Pion noir sur case blanche g6 · Pion noir sur case blanche d5 · Dame blanche sur case noire e5 · Pion noir sur case blanche c4 · Pion blanc sur case noire d4 · Cavalier noir sur case blanche b3 · Pion blanc sur case noire c3 · Cavalier blanc sur case noire g3 · Fou blanc sur case noire b2 · Pion blanc sur case blanche g2 · Pion blanc sur case noire h2 · Roi blanc sur case noire g1 | Pion noir sur case noire a7 · Dame noire sur case noire e7 · Roi noir sur case noire g7 · Pion noir sur case blanche h7 · Pion noir sur case noire b6 · Pion blanc sur case blanche e6 · Cavalier noir sur case noire f6 · Pion noir sur case blanche g6 · Pion noir sur case blanche d5 · Dame blanche sur case noire e5 · Pion noir sur case blanche c4 · Pion blanc sur case noire d4 · Cavalier noir sur case blanche b3 · Pion blanc sur case noire c3 · Cavalier blanc sur case noire g3 · Fou blanc sur case noire b2 · Pion blanc sur case blanche g2 · Pion blanc sur case noire h2 · Roi blanc sur case noire g1 | Pion noir sur case noire a7 · Dame noire sur case noire e7 · Roi noir sur case noire g7 · Pion noir sur case blanche h7 · Pion noir sur case noire b6 · Pion blanc sur case blanche e6 · Cavalier noir sur case noire f6 · Pion noir sur case blanche g6 · Pion noir sur case blanche d5 · Dame blanche sur case noire e5 · Pion noir sur case blanche c4 · Pion blanc sur case noire d4 · Cavalier noir sur case blanche b3 · Pion blanc sur case noire c3 · Cavalier blanc sur case noire g3 · Fou blanc sur case noire b2 · Pion blanc sur case blanche g2 · Pion blanc sur case noire h2 · Roi blanc sur case noire g1 | Pion noir sur case noire a7 · Dame noire sur case noire e7 · Roi noir sur case noire g7 · Pion noir sur case blanche h7 · Pion noir sur case noire b6 · Pion blanc sur case blanche e6 · Cavalier noir sur case noire f6 · Pion noir sur case blanche g6 · Pion noir sur case blanche d5 · Dame blanche sur case noire e5 · Pion noir sur case blanche c4 · Pion blanc sur case noire d4 · Cavalier noir sur case blanche b3 · Pion blanc sur case noire c3 · Cavalier blanc sur case noire g3 · Fou blanc sur case noire b2 · Pion blanc sur case blanche g2 · Pion blanc sur case noire h2 · Roi blanc sur case noire g1 | Pion noir sur case noire a7 · Dame noire sur case noire e7 · Roi noir sur case noire g7 · Pion noir sur case blanche h7 · Pion noir sur case noire b6 · Pion blanc sur case blanche e6 · Cavalier noir sur case noire f6 · Pion noir sur case blanche g6 · Pion noir sur case blanche d5 · Dame blanche sur case noire e5 · Pion noir sur case blanche c4 · Pion blanc sur case noire d4 · Cavalier noir sur case blanche b3 · Pion blanc sur case noire c3 · Cavalier blanc sur case noire g3 · Fou blanc sur case noire b2 · Pion blanc sur case blanche g2 · Pion blanc sur case noire h2 · Roi blanc sur case noire g1 | Pion noir sur case noire a7 · Dame noire sur case noire e7 · Roi noir sur case noire g7 · Pion noir sur case blanche h7 · Pion noir sur case noire b6 · Pion blanc sur case blanche e6 · Cavalier noir sur case noire f6 · Pion noir sur case blanche g6 · Pion noir sur case blanche d5 · Dame blanche sur case noire e5 · Pion noir sur case blanche c4 · Pion blanc sur case noire d4 · Cavalier noir sur case blanche b3 · Pion blanc sur case noire c3 · Cavalier blanc sur case noire g3 · Fou blanc sur case noire b2 · Pion blanc sur case blanche g2 · Pion blanc sur case noire h2 · Roi blanc sur case noire g1 | 3 |
| 2 | Pion noir sur case noire a7 · Dame noire sur case noire e7 · Roi noir sur case noire g7 · Pion noir sur case blanche h7 · Pion noir sur case noire b6 · Pion blanc sur case blanche e6 · Cavalier noir sur case noire f6 · Pion noir sur case blanche g6 · Pion noir sur case blanche d5 · Dame blanche sur case noire e5 · Pion noir sur case blanche c4 · Pion blanc sur case noire d4 · Cavalier noir sur case blanche b3 · Pion blanc sur case noire c3 · Cavalier blanc sur case noire g3 · Fou blanc sur case noire b2 · Pion blanc sur case blanche g2 · Pion blanc sur case noire h2 · Roi blanc sur case noire g1 | Pion noir sur case noire a7 · Dame noire sur case noire e7 · Roi noir sur case noire g7 · Pion noir sur case blanche h7 · Pion noir sur case noire b6 · Pion blanc sur case blanche e6 · Cavalier noir sur case noire f6 · Pion noir sur case blanche g6 · Pion noir sur case blanche d5 · Dame blanche sur case noire e5 · Pion noir sur case blanche c4 · Pion blanc sur case noire d4 · Cavalier noir sur case blanche b3 · Pion blanc sur case noire c3 · Cavalier blanc sur case noire g3 · Fou blanc sur case noire b2 · Pion blanc sur case blanche g2 · Pion blanc sur case noire h2 · Roi blanc sur case noire g1 | Pion noir sur case noire a7 · Dame noire sur case noire e7 · Roi noir sur case noire g7 · Pion noir sur case blanche h7 · Pion noir sur case noire b6 · Pion blanc sur case blanche e6 · Cavalier noir sur case noire f6 · Pion noir sur case blanche g6 · Pion noir sur case blanche d5 · Dame blanche sur case noire e5 · Pion noir sur case blanche c4 · Pion blanc sur case noire d4 · Cavalier noir sur case blanche b3 · Pion blanc sur case noire c3 · Cavalier blanc sur case noire g3 · Fou blanc sur case noire b2 · Pion blanc sur case blanche g2 · Pion blanc sur case noire h2 · Roi blanc sur case noire g1 | Pion noir sur case noire a7 · Dame noire sur case noire e7 · Roi noir sur case noire g7 · Pion noir sur case blanche h7 · Pion noir sur case noire b6 · Pion blanc sur case blanche e6 · Cavalier noir sur case noire f6 · Pion noir sur case blanche g6 · Pion noir sur case blanche d5 · Dame blanche sur case noire e5 · Pion noir sur case blanche c4 · Pion blanc sur case noire d4 · Cavalier noir sur case blanche b3 · Pion blanc sur case noire c3 · Cavalier blanc sur case noire g3 · Fou blanc sur case noire b2 · Pion blanc sur case blanche g2 · Pion blanc sur case noire h2 · Roi blanc sur case noire g1 | Pion noir sur case noire a7 · Dame noire sur case noire e7 · Roi noir sur case noire g7 · Pion noir sur case blanche h7 · Pion noir sur case noire b6 · Pion blanc sur case blanche e6 · Cavalier noir sur case noire f6 · Pion noir sur case blanche g6 · Pion noir sur case blanche d5 · Dame blanche sur case noire e5 · Pion noir sur case blanche c4 · Pion blanc sur case noire d4 · Cavalier noir sur case blanche b3 · Pion blanc sur case noire c3 · Cavalier blanc sur case noire g3 · Fou blanc sur case noire b2 · Pion blanc sur case blanche g2 · Pion blanc sur case noire h2 · Roi blanc sur case noire g1 | Pion noir sur case noire a7 · Dame noire sur case noire e7 · Roi noir sur case noire g7 · Pion noir sur case blanche h7 · Pion noir sur case noire b6 · Pion blanc sur case blanche e6 · Cavalier noir sur case noire f6 · Pion noir sur case blanche g6 · Pion noir sur case blanche d5 · Dame blanche sur case noire e5 · Pion noir sur case blanche c4 · Pion blanc sur case noire d4 · Cavalier noir sur case blanche b3 · Pion blanc sur case noire c3 · Cavalier blanc sur case noire g3 · Fou blanc sur case noire b2 · Pion blanc sur case blanche g2 · Pion blanc sur case noire h2 · Roi blanc sur case noire g1 | Pion noir sur case noire a7 · Dame noire sur case noire e7 · Roi noir sur case noire g7 · Pion noir sur case blanche h7 · Pion noir sur case noire b6 · Pion blanc sur case blanche e6 · Cavalier noir sur case noire f6 · Pion noir sur case blanche g6 · Pion noir sur case blanche d5 · Dame blanche sur case noire e5 · Pion noir sur case blanche c4 · Pion blanc sur case noire d4 · Cavalier noir sur case blanche b3 · Pion blanc sur case noire c3 · Cavalier blanc sur case noire g3 · Fou blanc sur case noire b2 · Pion blanc sur case blanche g2 · Pion blanc sur case noire h2 · Roi blanc sur case noire g1 | Pion noir sur case noire a7 · Dame noire sur case noire e7 · Roi noir sur case noire g7 · Pion noir sur case blanche h7 · Pion noir sur case noire b6 · Pion blanc sur case blanche e6 · Cavalier noir sur case noire f6 · Pion noir sur case blanche g6 · Pion noir sur case blanche d5 · Dame blanche sur case noire e5 · Pion noir sur case blanche c4 · Pion blanc sur case noire d4 · Cavalier noir sur case blanche b3 · Pion blanc sur case noire c3 · Cavalier blanc sur case noire g3 · Fou blanc sur case noire b2 · Pion blanc sur case blanche g2 · Pion blanc sur case noire h2 · Roi blanc sur case noire g1 | 2 |
| 1 | Pion noir sur case noire a7 · Dame noire sur case noire e7 · Roi noir sur case noire g7 · Pion noir sur case blanche h7 · Pion noir sur case noire b6 · Pion blanc sur case blanche e6 · Cavalier noir sur case noire f6 · Pion noir sur case blanche g6 · Pion noir sur case blanche d5 · Dame blanche sur case noire e5 · Pion noir sur case blanche c4 · Pion blanc sur case noire d4 · Cavalier noir sur case blanche b3 · Pion blanc sur case noire c3 · Cavalier blanc sur case noire g3 · Fou blanc sur case noire b2 · Pion blanc sur case blanche g2 · Pion blanc sur case noire h2 · Roi blanc sur case noire g1 | Pion noir sur case noire a7 · Dame noire sur case noire e7 · Roi noir sur case noire g7 · Pion noir sur case blanche h7 · Pion noir sur case noire b6 · Pion blanc sur case blanche e6 · Cavalier noir sur case noire f6 · Pion noir sur case blanche g6 · Pion noir sur case blanche d5 · Dame blanche sur case noire e5 · Pion noir sur case blanche c4 · Pion blanc sur case noire d4 · Cavalier noir sur case blanche b3 · Pion blanc sur case noire c3 · Cavalier blanc sur case noire g3 · Fou blanc sur case noire b2 · Pion blanc sur case blanche g2 · Pion blanc sur case noire h2 · Roi blanc sur case noire g1 | Pion noir sur case noire a7 · Dame noire sur case noire e7 · Roi noir sur case noire g7 · Pion noir sur case blanche h7 · Pion noir sur case noire b6 · Pion blanc sur case blanche e6 · Cavalier noir sur case noire f6 · Pion noir sur case blanche g6 · Pion noir sur case blanche d5 · Dame blanche sur case noire e5 · Pion noir sur case blanche c4 · Pion blanc sur case noire d4 · Cavalier noir sur case blanche b3 · Pion blanc sur case noire c3 · Cavalier blanc sur case noire g3 · Fou blanc sur case noire b2 · Pion blanc sur case blanche g2 · Pion blanc sur case noire h2 · Roi blanc sur case noire g1 | Pion noir sur case noire a7 · Dame noire sur case noire e7 · Roi noir sur case noire g7 · Pion noir sur case blanche h7 · Pion noir sur case noire b6 · Pion blanc sur case blanche e6 · Cavalier noir sur case noire f6 · Pion noir sur case blanche g6 · Pion noir sur case blanche d5 · Dame blanche sur case noire e5 · Pion noir sur case blanche c4 · Pion blanc sur case noire d4 · Cavalier noir sur case blanche b3 · Pion blanc sur case noire c3 · Cavalier blanc sur case noire g3 · Fou blanc sur case noire b2 · Pion blanc sur case blanche g2 · Pion blanc sur case noire h2 · Roi blanc sur case noire g1 | Pion noir sur case noire a7 · Dame noire sur case noire e7 · Roi noir sur case noire g7 · Pion noir sur case blanche h7 · Pion noir sur case noire b6 · Pion blanc sur case blanche e6 · Cavalier noir sur case noire f6 · Pion noir sur case blanche g6 · Pion noir sur case blanche d5 · Dame blanche sur case noire e5 · Pion noir sur case blanche c4 · Pion blanc sur case noire d4 · Cavalier noir sur case blanche b3 · Pion blanc sur case noire c3 · Cavalier blanc sur case noire g3 · Fou blanc sur case noire b2 · Pion blanc sur case blanche g2 · Pion blanc sur case noire h2 · Roi blanc sur case noire g1 | Pion noir sur case noire a7 · Dame noire sur case noire e7 · Roi noir sur case noire g7 · Pion noir sur case blanche h7 · Pion noir sur case noire b6 · Pion blanc sur case blanche e6 · Cavalier noir sur case noire f6 · Pion noir sur case blanche g6 · Pion noir sur case blanche d5 · Dame blanche sur case noire e5 · Pion noir sur case blanche c4 · Pion blanc sur case noire d4 · Cavalier noir sur case blanche b3 · Pion blanc sur case noire c3 · Cavalier blanc sur case noire g3 · Fou blanc sur case noire b2 · Pion blanc sur case blanche g2 · Pion blanc sur case noire h2 · Roi blanc sur case noire g1 | Pion noir sur case noire a7 · Dame noire sur case noire e7 · Roi noir sur case noire g7 · Pion noir sur case blanche h7 · Pion noir sur case noire b6 · Pion blanc sur case blanche e6 · Cavalier noir sur case noire f6 · Pion noir sur case blanche g6 · Pion noir sur case blanche d5 · Dame blanche sur case noire e5 · Pion noir sur case blanche c4 · Pion blanc sur case noire d4 · Cavalier noir sur case blanche b3 · Pion blanc sur case noire c3 · Cavalier blanc sur case noire g3 · Fou blanc sur case noire b2 · Pion blanc sur case blanche g2 · Pion blanc sur case noire h2 · Roi blanc sur case noire g1 | Pion noir sur case noire a7 · Dame noire sur case noire e7 · Roi noir sur case noire g7 · Pion noir sur case blanche h7 · Pion noir sur case noire b6 · Pion blanc sur case blanche e6 · Cavalier noir sur case noire f6 · Pion noir sur case blanche g6 · Pion noir sur case blanche d5 · Dame blanche sur case noire e5 · Pion noir sur case blanche c4 · Pion blanc sur case noire d4 · Cavalier noir sur case blanche b3 · Pion blanc sur case noire c3 · Cavalier blanc sur case noire g3 · Fou blanc sur case noire b2 · Pion blanc sur case blanche g2 · Pion blanc sur case noire h2 · Roi blanc sur case noire g1 | 1 |
|   | a | b | c | d | e | f | g | h |   |

Un pion passé qui est protégé par un pion de la même couleur est appelé pion passé protégé. Dans le premier diagramme de l'article, les pions sur les colonnes b et e sont des pions passés protégés. Deux pions passés ou plus qui sont sur des colonnes adjacentes sont appelés pions passés liés, et ils représentent un fort avantage. Dans le diagramme du haut, les pions blancs b et c sont des pions passés liés. Les pions blancs a et e sont des pions passés protégés. Il est souvent avantageux pour le camp qui dispose de pions passés liés de les placer sur la même rangée et de les faire avancer en tandem, ce qui rend leur blocus plus difficile.
Il arrive que des pièces mineures soient sacrifiées pour créer des pions passés. Dans l'exemple du diagramme, les Blancs misent sur le pion passé en e6 et jouent 30. Fa3 Dxa3 31. Ch5+ gxh5 32. Dg5+ Rf8 33. Dxf6+, ce qui assure la promotion du pion e. La situation du pion passé compense le sacrifice du fou car les Noirs ne peuvent plus l'empêcher d'aller à la promotion. Les seules pièces qui empêchent la promotion du pion e sont la dame et le cavalier, et une fois déviés, le pion e ne peut plus être arrêté. S'il y avait eu un pion noir sur la 7e rangée pour bloquer cette avance, il aurait empêché cette combinaison.

## Pion passé éloigné
|   | a | b | c | d | e | f | g | h |   |
| 8 | Roi noir sur case noire e7 · Pion noir sur case blanche f7 · Pion noir sur case blanche g6 · Pion noir sur case blanche h5 · Pion blanc sur case blanche a4 · Roi blanc sur case noire c3 · Pion blanc sur case noire g3 · Pion blanc sur case noire h2 | Roi noir sur case noire e7 · Pion noir sur case blanche f7 · Pion noir sur case blanche g6 · Pion noir sur case blanche h5 · Pion blanc sur case blanche a4 · Roi blanc sur case noire c3 · Pion blanc sur case noire g3 · Pion blanc sur case noire h2 | Roi noir sur case noire e7 · Pion noir sur case blanche f7 · Pion noir sur case blanche g6 · Pion noir sur case blanche h5 · Pion blanc sur case blanche a4 · Roi blanc sur case noire c3 · Pion blanc sur case noire g3 · Pion blanc sur case noire h2 | Roi noir sur case noire e7 · Pion noir sur case blanche f7 · Pion noir sur case blanche g6 · Pion noir sur case blanche h5 · Pion blanc sur case blanche a4 · Roi blanc sur case noire c3 · Pion blanc sur case noire g3 · Pion blanc sur case noire h2 | Roi noir sur case noire e7 · Pion noir sur case blanche f7 · Pion noir sur case blanche g6 · Pion noir sur case blanche h5 · Pion blanc sur case blanche a4 · Roi blanc sur case noire c3 · Pion blanc sur case noire g3 · Pion blanc sur case noire h2 | Roi noir sur case noire e7 · Pion noir sur case blanche f7 · Pion noir sur case blanche g6 · Pion noir sur case blanche h5 · Pion blanc sur case blanche a4 · Roi blanc sur case noire c3 · Pion blanc sur case noire g3 · Pion blanc sur case noire h2 | Roi noir sur case noire e7 · Pion noir sur case blanche f7 · Pion noir sur case blanche g6 · Pion noir sur case blanche h5 · Pion blanc sur case blanche a4 · Roi blanc sur case noire c3 · Pion blanc sur case noire g3 · Pion blanc sur case noire h2 | Roi noir sur case noire e7 · Pion noir sur case blanche f7 · Pion noir sur case blanche g6 · Pion noir sur case blanche h5 · Pion blanc sur case blanche a4 · Roi blanc sur case noire c3 · Pion blanc sur case noire g3 · Pion blanc sur case noire h2 | 8 |
| 7 | Roi noir sur case noire e7 · Pion noir sur case blanche f7 · Pion noir sur case blanche g6 · Pion noir sur case blanche h5 · Pion blanc sur case blanche a4 · Roi blanc sur case noire c3 · Pion blanc sur case noire g3 · Pion blanc sur case noire h2 | Roi noir sur case noire e7 · Pion noir sur case blanche f7 · Pion noir sur case blanche g6 · Pion noir sur case blanche h5 · Pion blanc sur case blanche a4 · Roi blanc sur case noire c3 · Pion blanc sur case noire g3 · Pion blanc sur case noire h2 | Roi noir sur case noire e7 · Pion noir sur case blanche f7 · Pion noir sur case blanche g6 · Pion noir sur case blanche h5 · Pion blanc sur case blanche a4 · Roi blanc sur case noire c3 · Pion blanc sur case noire g3 · Pion blanc sur case noire h2 | Roi noir sur case noire e7 · Pion noir sur case blanche f7 · Pion noir sur case blanche g6 · Pion noir sur case blanche h5 · Pion blanc sur case blanche a4 · Roi blanc sur case noire c3 · Pion blanc sur case noire g3 · Pion blanc sur case noire h2 | Roi noir sur case noire e7 · Pion noir sur case blanche f7 · Pion noir sur case blanche g6 · Pion noir sur case blanche h5 · Pion blanc sur case blanche a4 · Roi blanc sur case noire c3 · Pion blanc sur case noire g3 · Pion blanc sur case noire h2 | Roi noir sur case noire e7 · Pion noir sur case blanche f7 · Pion noir sur case blanche g6 · Pion noir sur case blanche h5 · Pion blanc sur case blanche a4 · Roi blanc sur case noire c3 · Pion blanc sur case noire g3 · Pion blanc sur case noire h2 | Roi noir sur case noire e7 · Pion noir sur case blanche f7 · Pion noir sur case blanche g6 · Pion noir sur case blanche h5 · Pion blanc sur case blanche a4 · Roi blanc sur case noire c3 · Pion blanc sur case noire g3 · Pion blanc sur case noire h2 | Roi noir sur case noire e7 · Pion noir sur case blanche f7 · Pion noir sur case blanche g6 · Pion noir sur case blanche h5 · Pion blanc sur case blanche a4 · Roi blanc sur case noire c3 · Pion blanc sur case noire g3 · Pion blanc sur case noire h2 | 7 |
| 6 | Roi noir sur case noire e7 · Pion noir sur case blanche f7 · Pion noir sur case blanche g6 · Pion noir sur case blanche h5 · Pion blanc sur case blanche a4 · Roi blanc sur case noire c3 · Pion blanc sur case noire g3 · Pion blanc sur case noire h2 | Roi noir sur case noire e7 · Pion noir sur case blanche f7 · Pion noir sur case blanche g6 · Pion noir sur case blanche h5 · Pion blanc sur case blanche a4 · Roi blanc sur case noire c3 · Pion blanc sur case noire g3 · Pion blanc sur case noire h2 | Roi noir sur case noire e7 · Pion noir sur case blanche f7 · Pion noir sur case blanche g6 · Pion noir sur case blanche h5 · Pion blanc sur case blanche a4 · Roi blanc sur case noire c3 · Pion blanc sur case noire g3 · Pion blanc sur case noire h2 | Roi noir sur case noire e7 · Pion noir sur case blanche f7 · Pion noir sur case blanche g6 · Pion noir sur case blanche h5 · Pion blanc sur case blanche a4 · Roi blanc sur case noire c3 · Pion blanc sur case noire g3 · Pion blanc sur case noire h2 | Roi noir sur case noire e7 · Pion noir sur case blanche f7 · Pion noir sur case blanche g6 · Pion noir sur case blanche h5 · Pion blanc sur case blanche a4 · Roi blanc sur case noire c3 · Pion blanc sur case noire g3 · Pion blanc sur case noire h2 | Roi noir sur case noire e7 · Pion noir sur case blanche f7 · Pion noir sur case blanche g6 · Pion noir sur case blanche h5 · Pion blanc sur case blanche a4 · Roi blanc sur case noire c3 · Pion blanc sur case noire g3 · Pion blanc sur case noire h2 | Roi noir sur case noire e7 · Pion noir sur case blanche f7 · Pion noir sur case blanche g6 · Pion noir sur case blanche h5 · Pion blanc sur case blanche a4 · Roi blanc sur case noire c3 · Pion blanc sur case noire g3 · Pion blanc sur case noire h2 | Roi noir sur case noire e7 · Pion noir sur case blanche f7 · Pion noir sur case blanche g6 · Pion noir sur case blanche h5 · Pion blanc sur case blanche a4 · Roi blanc sur case noire c3 · Pion blanc sur case noire g3 · Pion blanc sur case noire h2 | 6 |
| 5 | Roi noir sur case noire e7 · Pion noir sur case blanche f7 · Pion noir sur case blanche g6 · Pion noir sur case blanche h5 · Pion blanc sur case blanche a4 · Roi blanc sur case noire c3 · Pion blanc sur case noire g3 · Pion blanc sur case noire h2 | Roi noir sur case noire e7 · Pion noir sur case blanche f7 · Pion noir sur case blanche g6 · Pion noir sur case blanche h5 · Pion blanc sur case blanche a4 · Roi blanc sur case noire c3 · Pion blanc sur case noire g3 · Pion blanc sur case noire h2 | Roi noir sur case noire e7 · Pion noir sur case blanche f7 · Pion noir sur case blanche g6 · Pion noir sur case blanche h5 · Pion blanc sur case blanche a4 · Roi blanc sur case noire c3 · Pion blanc sur case noire g3 · Pion blanc sur case noire h2 | Roi noir sur case noire e7 · Pion noir sur case blanche f7 · Pion noir sur case blanche g6 · Pion noir sur case blanche h5 · Pion blanc sur case blanche a4 · Roi blanc sur case noire c3 · Pion blanc sur case noire g3 · Pion blanc sur case noire h2 | Roi noir sur case noire e7 · Pion noir sur case blanche f7 · Pion noir sur case blanche g6 · Pion noir sur case blanche h5 · Pion blanc sur case blanche a4 · Roi blanc sur case noire c3 · Pion blanc sur case noire g3 · Pion blanc sur case noire h2 | Roi noir sur case noire e7 · Pion noir sur case blanche f7 · Pion noir sur case blanche g6 · Pion noir sur case blanche h5 · Pion blanc sur case blanche a4 · Roi blanc sur case noire c3 · Pion blanc sur case noire g3 · Pion blanc sur case noire h2 | Roi noir sur case noire e7 · Pion noir sur case blanche f7 · Pion noir sur case blanche g6 · Pion noir sur case blanche h5 · Pion blanc sur case blanche a4 · Roi blanc sur case noire c3 · Pion blanc sur case noire g3 · Pion blanc sur case noire h2 | Roi noir sur case noire e7 · Pion noir sur case blanche f7 · Pion noir sur case blanche g6 · Pion noir sur case blanche h5 · Pion blanc sur case blanche a4 · Roi blanc sur case noire c3 · Pion blanc sur case noire g3 · Pion blanc sur case noire h2 | 5 |
| 4 | Roi noir sur case noire e7 · Pion noir sur case blanche f7 · Pion noir sur case blanche g6 · Pion noir sur case blanche h5 · Pion blanc sur case blanche a4 · Roi blanc sur case noire c3 · Pion blanc sur case noire g3 · Pion blanc sur case noire h2 | Roi noir sur case noire e7 · Pion noir sur case blanche f7 · Pion noir sur case blanche g6 · Pion noir sur case blanche h5 · Pion blanc sur case blanche a4 · Roi blanc sur case noire c3 · Pion blanc sur case noire g3 · Pion blanc sur case noire h2 | Roi noir sur case noire e7 · Pion noir sur case blanche f7 · Pion noir sur case blanche g6 · Pion noir sur case blanche h5 · Pion blanc sur case blanche a4 · Roi blanc sur case noire c3 · Pion blanc sur case noire g3 · Pion blanc sur case noire h2 | Roi noir sur case noire e7 · Pion noir sur case blanche f7 · Pion noir sur case blanche g6 · Pion noir sur case blanche h5 · Pion blanc sur case blanche a4 · Roi blanc sur case noire c3 · Pion blanc sur case noire g3 · Pion blanc sur case noire h2 | Roi noir sur case noire e7 · Pion noir sur case blanche f7 · Pion noir sur case blanche g6 · Pion noir sur case blanche h5 · Pion blanc sur case blanche a4 · Roi blanc sur case noire c3 · Pion blanc sur case noire g3 · Pion blanc sur case noire h2 | Roi noir sur case noire e7 · Pion noir sur case blanche f7 · Pion noir sur case blanche g6 · Pion noir sur case blanche h5 · Pion blanc sur case blanche a4 · Roi blanc sur case noire c3 · Pion blanc sur case noire g3 · Pion blanc sur case noire h2 | Roi noir sur case noire e7 · Pion noir sur case blanche f7 · Pion noir sur case blanche g6 · Pion noir sur case blanche h5 · Pion blanc sur case blanche a4 · Roi blanc sur case noire c3 · Pion blanc sur case noire g3 · Pion blanc sur case noire h2 | Roi noir sur case noire e7 · Pion noir sur case blanche f7 · Pion noir sur case blanche g6 · Pion noir sur case blanche h5 · Pion blanc sur case blanche a4 · Roi blanc sur case noire c3 · Pion blanc sur case noire g3 · Pion blanc sur case noire h2 | 4 |
| 3 | Roi noir sur case noire e7 · Pion noir sur case blanche f7 · Pion noir sur case blanche g6 · Pion noir sur case blanche h5 · Pion blanc sur case blanche a4 · Roi blanc sur case noire c3 · Pion blanc sur case noire g3 · Pion blanc sur case noire h2 | Roi noir sur case noire e7 · Pion noir sur case blanche f7 · Pion noir sur case blanche g6 · Pion noir sur case blanche h5 · Pion blanc sur case blanche a4 · Roi blanc sur case noire c3 · Pion blanc sur case noire g3 · Pion blanc sur case noire h2 | Roi noir sur case noire e7 · Pion noir sur case blanche f7 · Pion noir sur case blanche g6 · Pion noir sur case blanche h5 · Pion blanc sur case blanche a4 · Roi blanc sur case noire c3 · Pion blanc sur case noire g3 · Pion blanc sur case noire h2 | Roi noir sur case noire e7 · Pion noir sur case blanche f7 · Pion noir sur case blanche g6 · Pion noir sur case blanche h5 · Pion blanc sur case blanche a4 · Roi blanc sur case noire c3 · Pion blanc sur case noire g3 · Pion blanc sur case noire h2 | Roi noir sur case noire e7 · Pion noir sur case blanche f7 · Pion noir sur case blanche g6 · Pion noir sur case blanche h5 · Pion blanc sur case blanche a4 · Roi blanc sur case noire c3 · Pion blanc sur case noire g3 · Pion blanc sur case noire h2 | Roi noir sur case noire e7 · Pion noir sur case blanche f7 · Pion noir sur case blanche g6 · Pion noir sur case blanche h5 · Pion blanc sur case blanche a4 · Roi blanc sur case noire c3 · Pion blanc sur case noire g3 · Pion blanc sur case noire h2 | Roi noir sur case noire e7 · Pion noir sur case blanche f7 · Pion noir sur case blanche g6 · Pion noir sur case blanche h5 · Pion blanc sur case blanche a4 · Roi blanc sur case noire c3 · Pion blanc sur case noire g3 · Pion blanc sur case noire h2 | Roi noir sur case noire e7 · Pion noir sur case blanche f7 · Pion noir sur case blanche g6 · Pion noir sur case blanche h5 · Pion blanc sur case blanche a4 · Roi blanc sur case noire c3 · Pion blanc sur case noire g3 · Pion blanc sur case noire h2 | 3 |
| 2 | Roi noir sur case noire e7 · Pion noir sur case blanche f7 · Pion noir sur case blanche g6 · Pion noir sur case blanche h5 · Pion blanc sur case blanche a4 · Roi blanc sur case noire c3 · Pion blanc sur case noire g3 · Pion blanc sur case noire h2 | Roi noir sur case noire e7 · Pion noir sur case blanche f7 · Pion noir sur case blanche g6 · Pion noir sur case blanche h5 · Pion blanc sur case blanche a4 · Roi blanc sur case noire c3 · Pion blanc sur case noire g3 · Pion blanc sur case noire h2 | Roi noir sur case noire e7 · Pion noir sur case blanche f7 · Pion noir sur case blanche g6 · Pion noir sur case blanche h5 · Pion blanc sur case blanche a4 · Roi blanc sur case noire c3 · Pion blanc sur case noire g3 · Pion blanc sur case noire h2 | Roi noir sur case noire e7 · Pion noir sur case blanche f7 · Pion noir sur case blanche g6 · Pion noir sur case blanche h5 · Pion blanc sur case blanche a4 · Roi blanc sur case noire c3 · Pion blanc sur case noire g3 · Pion blanc sur case noire h2 | Roi noir sur case noire e7 · Pion noir sur case blanche f7 · Pion noir sur case blanche g6 · Pion noir sur case blanche h5 · Pion blanc sur case blanche a4 · Roi blanc sur case noire c3 · Pion blanc sur case noire g3 · Pion blanc sur case noire h2 | Roi noir sur case noire e7 · Pion noir sur case blanche f7 · Pion noir sur case blanche g6 · Pion noir sur case blanche h5 · Pion blanc sur case blanche a4 · Roi blanc sur case noire c3 · Pion blanc sur case noire g3 · Pion blanc sur case noire h2 | Roi noir sur case noire e7 · Pion noir sur case blanche f7 · Pion noir sur case blanche g6 · Pion noir sur case blanche h5 · Pion blanc sur case blanche a4 · Roi blanc sur case noire c3 · Pion blanc sur case noire g3 · Pion blanc sur case noire h2 | Roi noir sur case noire e7 · Pion noir sur case blanche f7 · Pion noir sur case blanche g6 · Pion noir sur case blanche h5 · Pion blanc sur case blanche a4 · Roi blanc sur case noire c3 · Pion blanc sur case noire g3 · Pion blanc sur case noire h2 | 2 |
| 1 | Roi noir sur case noire e7 · Pion noir sur case blanche f7 · Pion noir sur case blanche g6 · Pion noir sur case blanche h5 · Pion blanc sur case blanche a4 · Roi blanc sur case noire c3 · Pion blanc sur case noire g3 · Pion blanc sur case noire h2 | Roi noir sur case noire e7 · Pion noir sur case blanche f7 · Pion noir sur case blanche g6 · Pion noir sur case blanche h5 · Pion blanc sur case blanche a4 · Roi blanc sur case noire c3 · Pion blanc sur case noire g3 · Pion blanc sur case noire h2 | Roi noir sur case noire e7 · Pion noir sur case blanche f7 · Pion noir sur case blanche g6 · Pion noir sur case blanche h5 · Pion blanc sur case blanche a4 · Roi blanc sur case noire c3 · Pion blanc sur case noire g3 · Pion blanc sur case noire h2 | Roi noir sur case noire e7 · Pion noir sur case blanche f7 · Pion noir sur case blanche g6 · Pion noir sur case blanche h5 · Pion blanc sur case blanche a4 · Roi blanc sur case noire c3 · Pion blanc sur case noire g3 · Pion blanc sur case noire h2 | Roi noir sur case noire e7 · Pion noir sur case blanche f7 · Pion noir sur case blanche g6 · Pion noir sur case blanche h5 · Pion blanc sur case blanche a4 · Roi blanc sur case noire c3 · Pion blanc sur case noire g3 · Pion blanc sur case noire h2 | Roi noir sur case noire e7 · Pion noir sur case blanche f7 · Pion noir sur case blanche g6 · Pion noir sur case blanche h5 · Pion blanc sur case blanche a4 · Roi blanc sur case noire c3 · Pion blanc sur case noire g3 · Pion blanc sur case noire h2 | Roi noir sur case noire e7 · Pion noir sur case blanche f7 · Pion noir sur case blanche g6 · Pion noir sur case blanche h5 · Pion blanc sur case blanche a4 · Roi blanc sur case noire c3 · Pion blanc sur case noire g3 · Pion blanc sur case noire h2 | Roi noir sur case noire e7 · Pion noir sur case blanche f7 · Pion noir sur case blanche g6 · Pion noir sur case blanche h5 · Pion blanc sur case blanche a4 · Roi blanc sur case noire c3 · Pion blanc sur case noire g3 · Pion blanc sur case noire h2 | 1 |
|   | a | b | c | d | e | f | g | h |   |

Un pion passé éloigné est un pion passé qui se situe sur le bord de l'échiquier ou à proximité, et est séparé des autres pions par plusieurs colonnes. Un tel pion constitue généralement un fort avantage car le roi adverse s'avère parfois incapable de couvrir les deux flancs de l'échiquier.
Dans la position du diagramme de droite, issue de la 5e partie du match des candidats entre Bobby Fischer et Bent Larsen, le pion passé éloigné sur la colonne « a » confère aux Blancs un avantage décisif, bien que le matériel soit égal. Le roi noir va devoir empêcher la promotion de celui-ci, laissant au roi blanc la voie libre pour capturer les pions adverses.
La partie se poursuit ainsi :
- 41. Rd4 Rd6
- 42. a5 f6
- 43. a6 Rc6
- 44. a7 Rb7
- 45. Rd5 h4 (si 45... f5 46. h4 gagne)
- 46. Re6 1-0 [3].

|   | a | b | c | d | e | f | g | h |   |
| 8 | Tour blanche sur case blanche a8 · Roi noir sur case noire g7 · Pion blanc sur case blanche a6 · Pion noir sur case blanche g6 · Pion noir sur case blanche f5 · Pion noir sur case blanche h5 · Pion blanc sur case noire f4 · Pion blanc sur case noire h4 · Tour noire sur case noire a3 · Pion blanc sur case noire g3 · Roi blanc sur case noire f2 | Tour blanche sur case blanche a8 · Roi noir sur case noire g7 · Pion blanc sur case blanche a6 · Pion noir sur case blanche g6 · Pion noir sur case blanche f5 · Pion noir sur case blanche h5 · Pion blanc sur case noire f4 · Pion blanc sur case noire h4 · Tour noire sur case noire a3 · Pion blanc sur case noire g3 · Roi blanc sur case noire f2 | Tour blanche sur case blanche a8 · Roi noir sur case noire g7 · Pion blanc sur case blanche a6 · Pion noir sur case blanche g6 · Pion noir sur case blanche f5 · Pion noir sur case blanche h5 · Pion blanc sur case noire f4 · Pion blanc sur case noire h4 · Tour noire sur case noire a3 · Pion blanc sur case noire g3 · Roi blanc sur case noire f2 | Tour blanche sur case blanche a8 · Roi noir sur case noire g7 · Pion blanc sur case blanche a6 · Pion noir sur case blanche g6 · Pion noir sur case blanche f5 · Pion noir sur case blanche h5 · Pion blanc sur case noire f4 · Pion blanc sur case noire h4 · Tour noire sur case noire a3 · Pion blanc sur case noire g3 · Roi blanc sur case noire f2 | Tour blanche sur case blanche a8 · Roi noir sur case noire g7 · Pion blanc sur case blanche a6 · Pion noir sur case blanche g6 · Pion noir sur case blanche f5 · Pion noir sur case blanche h5 · Pion blanc sur case noire f4 · Pion blanc sur case noire h4 · Tour noire sur case noire a3 · Pion blanc sur case noire g3 · Roi blanc sur case noire f2 | Tour blanche sur case blanche a8 · Roi noir sur case noire g7 · Pion blanc sur case blanche a6 · Pion noir sur case blanche g6 · Pion noir sur case blanche f5 · Pion noir sur case blanche h5 · Pion blanc sur case noire f4 · Pion blanc sur case noire h4 · Tour noire sur case noire a3 · Pion blanc sur case noire g3 · Roi blanc sur case noire f2 | Tour blanche sur case blanche a8 · Roi noir sur case noire g7 · Pion blanc sur case blanche a6 · Pion noir sur case blanche g6 · Pion noir sur case blanche f5 · Pion noir sur case blanche h5 · Pion blanc sur case noire f4 · Pion blanc sur case noire h4 · Tour noire sur case noire a3 · Pion blanc sur case noire g3 · Roi blanc sur case noire f2 | Tour blanche sur case blanche a8 · Roi noir sur case noire g7 · Pion blanc sur case blanche a6 · Pion noir sur case blanche g6 · Pion noir sur case blanche f5 · Pion noir sur case blanche h5 · Pion blanc sur case noire f4 · Pion blanc sur case noire h4 · Tour noire sur case noire a3 · Pion blanc sur case noire g3 · Roi blanc sur case noire f2 | 8 |
| 7 | Tour blanche sur case blanche a8 · Roi noir sur case noire g7 · Pion blanc sur case blanche a6 · Pion noir sur case blanche g6 · Pion noir sur case blanche f5 · Pion noir sur case blanche h5 · Pion blanc sur case noire f4 · Pion blanc sur case noire h4 · Tour noire sur case noire a3 · Pion blanc sur case noire g3 · Roi blanc sur case noire f2 | Tour blanche sur case blanche a8 · Roi noir sur case noire g7 · Pion blanc sur case blanche a6 · Pion noir sur case blanche g6 · Pion noir sur case blanche f5 · Pion noir sur case blanche h5 · Pion blanc sur case noire f4 · Pion blanc sur case noire h4 · Tour noire sur case noire a3 · Pion blanc sur case noire g3 · Roi blanc sur case noire f2 | Tour blanche sur case blanche a8 · Roi noir sur case noire g7 · Pion blanc sur case blanche a6 · Pion noir sur case blanche g6 · Pion noir sur case blanche f5 · Pion noir sur case blanche h5 · Pion blanc sur case noire f4 · Pion blanc sur case noire h4 · Tour noire sur case noire a3 · Pion blanc sur case noire g3 · Roi blanc sur case noire f2 | Tour blanche sur case blanche a8 · Roi noir sur case noire g7 · Pion blanc sur case blanche a6 · Pion noir sur case blanche g6 · Pion noir sur case blanche f5 · Pion noir sur case blanche h5 · Pion blanc sur case noire f4 · Pion blanc sur case noire h4 · Tour noire sur case noire a3 · Pion blanc sur case noire g3 · Roi blanc sur case noire f2 | Tour blanche sur case blanche a8 · Roi noir sur case noire g7 · Pion blanc sur case blanche a6 · Pion noir sur case blanche g6 · Pion noir sur case blanche f5 · Pion noir sur case blanche h5 · Pion blanc sur case noire f4 · Pion blanc sur case noire h4 · Tour noire sur case noire a3 · Pion blanc sur case noire g3 · Roi blanc sur case noire f2 | Tour blanche sur case blanche a8 · Roi noir sur case noire g7 · Pion blanc sur case blanche a6 · Pion noir sur case blanche g6 · Pion noir sur case blanche f5 · Pion noir sur case blanche h5 · Pion blanc sur case noire f4 · Pion blanc sur case noire h4 · Tour noire sur case noire a3 · Pion blanc sur case noire g3 · Roi blanc sur case noire f2 | Tour blanche sur case blanche a8 · Roi noir sur case noire g7 · Pion blanc sur case blanche a6 · Pion noir sur case blanche g6 · Pion noir sur case blanche f5 · Pion noir sur case blanche h5 · Pion blanc sur case noire f4 · Pion blanc sur case noire h4 · Tour noire sur case noire a3 · Pion blanc sur case noire g3 · Roi blanc sur case noire f2 | Tour blanche sur case blanche a8 · Roi noir sur case noire g7 · Pion blanc sur case blanche a6 · Pion noir sur case blanche g6 · Pion noir sur case blanche f5 · Pion noir sur case blanche h5 · Pion blanc sur case noire f4 · Pion blanc sur case noire h4 · Tour noire sur case noire a3 · Pion blanc sur case noire g3 · Roi blanc sur case noire f2 | 7 |
| 6 | Tour blanche sur case blanche a8 · Roi noir sur case noire g7 · Pion blanc sur case blanche a6 · Pion noir sur case blanche g6 · Pion noir sur case blanche f5 · Pion noir sur case blanche h5 · Pion blanc sur case noire f4 · Pion blanc sur case noire h4 · Tour noire sur case noire a3 · Pion blanc sur case noire g3 · Roi blanc sur case noire f2 | Tour blanche sur case blanche a8 · Roi noir sur case noire g7 · Pion blanc sur case blanche a6 · Pion noir sur case blanche g6 · Pion noir sur case blanche f5 · Pion noir sur case blanche h5 · Pion blanc sur case noire f4 · Pion blanc sur case noire h4 · Tour noire sur case noire a3 · Pion blanc sur case noire g3 · Roi blanc sur case noire f2 | Tour blanche sur case blanche a8 · Roi noir sur case noire g7 · Pion blanc sur case blanche a6 · Pion noir sur case blanche g6 · Pion noir sur case blanche f5 · Pion noir sur case blanche h5 · Pion blanc sur case noire f4 · Pion blanc sur case noire h4 · Tour noire sur case noire a3 · Pion blanc sur case noire g3 · Roi blanc sur case noire f2 | Tour blanche sur case blanche a8 · Roi noir sur case noire g7 · Pion blanc sur case blanche a6 · Pion noir sur case blanche g6 · Pion noir sur case blanche f5 · Pion noir sur case blanche h5 · Pion blanc sur case noire f4 · Pion blanc sur case noire h4 · Tour noire sur case noire a3 · Pion blanc sur case noire g3 · Roi blanc sur case noire f2 | Tour blanche sur case blanche a8 · Roi noir sur case noire g7 · Pion blanc sur case blanche a6 · Pion noir sur case blanche g6 · Pion noir sur case blanche f5 · Pion noir sur case blanche h5 · Pion blanc sur case noire f4 · Pion blanc sur case noire h4 · Tour noire sur case noire a3 · Pion blanc sur case noire g3 · Roi blanc sur case noire f2 | Tour blanche sur case blanche a8 · Roi noir sur case noire g7 · Pion blanc sur case blanche a6 · Pion noir sur case blanche g6 · Pion noir sur case blanche f5 · Pion noir sur case blanche h5 · Pion blanc sur case noire f4 · Pion blanc sur case noire h4 · Tour noire sur case noire a3 · Pion blanc sur case noire g3 · Roi blanc sur case noire f2 | Tour blanche sur case blanche a8 · Roi noir sur case noire g7 · Pion blanc sur case blanche a6 · Pion noir sur case blanche g6 · Pion noir sur case blanche f5 · Pion noir sur case blanche h5 · Pion blanc sur case noire f4 · Pion blanc sur case noire h4 · Tour noire sur case noire a3 · Pion blanc sur case noire g3 · Roi blanc sur case noire f2 | Tour blanche sur case blanche a8 · Roi noir sur case noire g7 · Pion blanc sur case blanche a6 · Pion noir sur case blanche g6 · Pion noir sur case blanche f5 · Pion noir sur case blanche h5 · Pion blanc sur case noire f4 · Pion blanc sur case noire h4 · Tour noire sur case noire a3 · Pion blanc sur case noire g3 · Roi blanc sur case noire f2 | 6 |
| 5 | Tour blanche sur case blanche a8 · Roi noir sur case noire g7 · Pion blanc sur case blanche a6 · Pion noir sur case blanche g6 · Pion noir sur case blanche f5 · Pion noir sur case blanche h5 · Pion blanc sur case noire f4 · Pion blanc sur case noire h4 · Tour noire sur case noire a3 · Pion blanc sur case noire g3 · Roi blanc sur case noire f2 | Tour blanche sur case blanche a8 · Roi noir sur case noire g7 · Pion blanc sur case blanche a6 · Pion noir sur case blanche g6 · Pion noir sur case blanche f5 · Pion noir sur case blanche h5 · Pion blanc sur case noire f4 · Pion blanc sur case noire h4 · Tour noire sur case noire a3 · Pion blanc sur case noire g3 · Roi blanc sur case noire f2 | Tour blanche sur case blanche a8 · Roi noir sur case noire g7 · Pion blanc sur case blanche a6 · Pion noir sur case blanche g6 · Pion noir sur case blanche f5 · Pion noir sur case blanche h5 · Pion blanc sur case noire f4 · Pion blanc sur case noire h4 · Tour noire sur case noire a3 · Pion blanc sur case noire g3 · Roi blanc sur case noire f2 | Tour blanche sur case blanche a8 · Roi noir sur case noire g7 · Pion blanc sur case blanche a6 · Pion noir sur case blanche g6 · Pion noir sur case blanche f5 · Pion noir sur case blanche h5 · Pion blanc sur case noire f4 · Pion blanc sur case noire h4 · Tour noire sur case noire a3 · Pion blanc sur case noire g3 · Roi blanc sur case noire f2 | Tour blanche sur case blanche a8 · Roi noir sur case noire g7 · Pion blanc sur case blanche a6 · Pion noir sur case blanche g6 · Pion noir sur case blanche f5 · Pion noir sur case blanche h5 · Pion blanc sur case noire f4 · Pion blanc sur case noire h4 · Tour noire sur case noire a3 · Pion blanc sur case noire g3 · Roi blanc sur case noire f2 | Tour blanche sur case blanche a8 · Roi noir sur case noire g7 · Pion blanc sur case blanche a6 · Pion noir sur case blanche g6 · Pion noir sur case blanche f5 · Pion noir sur case blanche h5 · Pion blanc sur case noire f4 · Pion blanc sur case noire h4 · Tour noire sur case noire a3 · Pion blanc sur case noire g3 · Roi blanc sur case noire f2 | Tour blanche sur case blanche a8 · Roi noir sur case noire g7 · Pion blanc sur case blanche a6 · Pion noir sur case blanche g6 · Pion noir sur case blanche f5 · Pion noir sur case blanche h5 · Pion blanc sur case noire f4 · Pion blanc sur case noire h4 · Tour noire sur case noire a3 · Pion blanc sur case noire g3 · Roi blanc sur case noire f2 | Tour blanche sur case blanche a8 · Roi noir sur case noire g7 · Pion blanc sur case blanche a6 · Pion noir sur case blanche g6 · Pion noir sur case blanche f5 · Pion noir sur case blanche h5 · Pion blanc sur case noire f4 · Pion blanc sur case noire h4 · Tour noire sur case noire a3 · Pion blanc sur case noire g3 · Roi blanc sur case noire f2 | 5 |
| 4 | Tour blanche sur case blanche a8 · Roi noir sur case noire g7 · Pion blanc sur case blanche a6 · Pion noir sur case blanche g6 · Pion noir sur case blanche f5 · Pion noir sur case blanche h5 · Pion blanc sur case noire f4 · Pion blanc sur case noire h4 · Tour noire sur case noire a3 · Pion blanc sur case noire g3 · Roi blanc sur case noire f2 | Tour blanche sur case blanche a8 · Roi noir sur case noire g7 · Pion blanc sur case blanche a6 · Pion noir sur case blanche g6 · Pion noir sur case blanche f5 · Pion noir sur case blanche h5 · Pion blanc sur case noire f4 · Pion blanc sur case noire h4 · Tour noire sur case noire a3 · Pion blanc sur case noire g3 · Roi blanc sur case noire f2 | Tour blanche sur case blanche a8 · Roi noir sur case noire g7 · Pion blanc sur case blanche a6 · Pion noir sur case blanche g6 · Pion noir sur case blanche f5 · Pion noir sur case blanche h5 · Pion blanc sur case noire f4 · Pion blanc sur case noire h4 · Tour noire sur case noire a3 · Pion blanc sur case noire g3 · Roi blanc sur case noire f2 | Tour blanche sur case blanche a8 · Roi noir sur case noire g7 · Pion blanc sur case blanche a6 · Pion noir sur case blanche g6 · Pion noir sur case blanche f5 · Pion noir sur case blanche h5 · Pion blanc sur case noire f4 · Pion blanc sur case noire h4 · Tour noire sur case noire a3 · Pion blanc sur case noire g3 · Roi blanc sur case noire f2 | Tour blanche sur case blanche a8 · Roi noir sur case noire g7 · Pion blanc sur case blanche a6 · Pion noir sur case blanche g6 · Pion noir sur case blanche f5 · Pion noir sur case blanche h5 · Pion blanc sur case noire f4 · Pion blanc sur case noire h4 · Tour noire sur case noire a3 · Pion blanc sur case noire g3 · Roi blanc sur case noire f2 | Tour blanche sur case blanche a8 · Roi noir sur case noire g7 · Pion blanc sur case blanche a6 · Pion noir sur case blanche g6 · Pion noir sur case blanche f5 · Pion noir sur case blanche h5 · Pion blanc sur case noire f4 · Pion blanc sur case noire h4 · Tour noire sur case noire a3 · Pion blanc sur case noire g3 · Roi blanc sur case noire f2 | Tour blanche sur case blanche a8 · Roi noir sur case noire g7 · Pion blanc sur case blanche a6 · Pion noir sur case blanche g6 · Pion noir sur case blanche f5 · Pion noir sur case blanche h5 · Pion blanc sur case noire f4 · Pion blanc sur case noire h4 · Tour noire sur case noire a3 · Pion blanc sur case noire g3 · Roi blanc sur case noire f2 | Tour blanche sur case blanche a8 · Roi noir sur case noire g7 · Pion blanc sur case blanche a6 · Pion noir sur case blanche g6 · Pion noir sur case blanche f5 · Pion noir sur case blanche h5 · Pion blanc sur case noire f4 · Pion blanc sur case noire h4 · Tour noire sur case noire a3 · Pion blanc sur case noire g3 · Roi blanc sur case noire f2 | 4 |
| 3 | Tour blanche sur case blanche a8 · Roi noir sur case noire g7 · Pion blanc sur case blanche a6 · Pion noir sur case blanche g6 · Pion noir sur case blanche f5 · Pion noir sur case blanche h5 · Pion blanc sur case noire f4 · Pion blanc sur case noire h4 · Tour noire sur case noire a3 · Pion blanc sur case noire g3 · Roi blanc sur case noire f2 | Tour blanche sur case blanche a8 · Roi noir sur case noire g7 · Pion blanc sur case blanche a6 · Pion noir sur case blanche g6 · Pion noir sur case blanche f5 · Pion noir sur case blanche h5 · Pion blanc sur case noire f4 · Pion blanc sur case noire h4 · Tour noire sur case noire a3 · Pion blanc sur case noire g3 · Roi blanc sur case noire f2 | Tour blanche sur case blanche a8 · Roi noir sur case noire g7 · Pion blanc sur case blanche a6 · Pion noir sur case blanche g6 · Pion noir sur case blanche f5 · Pion noir sur case blanche h5 · Pion blanc sur case noire f4 · Pion blanc sur case noire h4 · Tour noire sur case noire a3 · Pion blanc sur case noire g3 · Roi blanc sur case noire f2 | Tour blanche sur case blanche a8 · Roi noir sur case noire g7 · Pion blanc sur case blanche a6 · Pion noir sur case blanche g6 · Pion noir sur case blanche f5 · Pion noir sur case blanche h5 · Pion blanc sur case noire f4 · Pion blanc sur case noire h4 · Tour noire sur case noire a3 · Pion blanc sur case noire g3 · Roi blanc sur case noire f2 | Tour blanche sur case blanche a8 · Roi noir sur case noire g7 · Pion blanc sur case blanche a6 · Pion noir sur case blanche g6 · Pion noir sur case blanche f5 · Pion noir sur case blanche h5 · Pion blanc sur case noire f4 · Pion blanc sur case noire h4 · Tour noire sur case noire a3 · Pion blanc sur case noire g3 · Roi blanc sur case noire f2 | Tour blanche sur case blanche a8 · Roi noir sur case noire g7 · Pion blanc sur case blanche a6 · Pion noir sur case blanche g6 · Pion noir sur case blanche f5 · Pion noir sur case blanche h5 · Pion blanc sur case noire f4 · Pion blanc sur case noire h4 · Tour noire sur case noire a3 · Pion blanc sur case noire g3 · Roi blanc sur case noire f2 | Tour blanche sur case blanche a8 · Roi noir sur case noire g7 · Pion blanc sur case blanche a6 · Pion noir sur case blanche g6 · Pion noir sur case blanche f5 · Pion noir sur case blanche h5 · Pion blanc sur case noire f4 · Pion blanc sur case noire h4 · Tour noire sur case noire a3 · Pion blanc sur case noire g3 · Roi blanc sur case noire f2 | Tour blanche sur case blanche a8 · Roi noir sur case noire g7 · Pion blanc sur case blanche a6 · Pion noir sur case blanche g6 · Pion noir sur case blanche f5 · Pion noir sur case blanche h5 · Pion blanc sur case noire f4 · Pion blanc sur case noire h4 · Tour noire sur case noire a3 · Pion blanc sur case noire g3 · Roi blanc sur case noire f2 | 3 |
| 2 | Tour blanche sur case blanche a8 · Roi noir sur case noire g7 · Pion blanc sur case blanche a6 · Pion noir sur case blanche g6 · Pion noir sur case blanche f5 · Pion noir sur case blanche h5 · Pion blanc sur case noire f4 · Pion blanc sur case noire h4 · Tour noire sur case noire a3 · Pion blanc sur case noire g3 · Roi blanc sur case noire f2 | Tour blanche sur case blanche a8 · Roi noir sur case noire g7 · Pion blanc sur case blanche a6 · Pion noir sur case blanche g6 · Pion noir sur case blanche f5 · Pion noir sur case blanche h5 · Pion blanc sur case noire f4 · Pion blanc sur case noire h4 · Tour noire sur case noire a3 · Pion blanc sur case noire g3 · Roi blanc sur case noire f2 | Tour blanche sur case blanche a8 · Roi noir sur case noire g7 · Pion blanc sur case blanche a6 · Pion noir sur case blanche g6 · Pion noir sur case blanche f5 · Pion noir sur case blanche h5 · Pion blanc sur case noire f4 · Pion blanc sur case noire h4 · Tour noire sur case noire a3 · Pion blanc sur case noire g3 · Roi blanc sur case noire f2 | Tour blanche sur case blanche a8 · Roi noir sur case noire g7 · Pion blanc sur case blanche a6 · Pion noir sur case blanche g6 · Pion noir sur case blanche f5 · Pion noir sur case blanche h5 · Pion blanc sur case noire f4 · Pion blanc sur case noire h4 · Tour noire sur case noire a3 · Pion blanc sur case noire g3 · Roi blanc sur case noire f2 | Tour blanche sur case blanche a8 · Roi noir sur case noire g7 · Pion blanc sur case blanche a6 · Pion noir sur case blanche g6 · Pion noir sur case blanche f5 · Pion noir sur case blanche h5 · Pion blanc sur case noire f4 · Pion blanc sur case noire h4 · Tour noire sur case noire a3 · Pion blanc sur case noire g3 · Roi blanc sur case noire f2 | Tour blanche sur case blanche a8 · Roi noir sur case noire g7 · Pion blanc sur case blanche a6 · Pion noir sur case blanche g6 · Pion noir sur case blanche f5 · Pion noir sur case blanche h5 · Pion blanc sur case noire f4 · Pion blanc sur case noire h4 · Tour noire sur case noire a3 · Pion blanc sur case noire g3 · Roi blanc sur case noire f2 | Tour blanche sur case blanche a8 · Roi noir sur case noire g7 · Pion blanc sur case blanche a6 · Pion noir sur case blanche g6 · Pion noir sur case blanche f5 · Pion noir sur case blanche h5 · Pion blanc sur case noire f4 · Pion blanc sur case noire h4 · Tour noire sur case noire a3 · Pion blanc sur case noire g3 · Roi blanc sur case noire f2 | Tour blanche sur case blanche a8 · Roi noir sur case noire g7 · Pion blanc sur case blanche a6 · Pion noir sur case blanche g6 · Pion noir sur case blanche f5 · Pion noir sur case blanche h5 · Pion blanc sur case noire f4 · Pion blanc sur case noire h4 · Tour noire sur case noire a3 · Pion blanc sur case noire g3 · Roi blanc sur case noire f2 | 2 |
| 1 | Tour blanche sur case blanche a8 · Roi noir sur case noire g7 · Pion blanc sur case blanche a6 · Pion noir sur case blanche g6 · Pion noir sur case blanche f5 · Pion noir sur case blanche h5 · Pion blanc sur case noire f4 · Pion blanc sur case noire h4 · Tour noire sur case noire a3 · Pion blanc sur case noire g3 · Roi blanc sur case noire f2 | Tour blanche sur case blanche a8 · Roi noir sur case noire g7 · Pion blanc sur case blanche a6 · Pion noir sur case blanche g6 · Pion noir sur case blanche f5 · Pion noir sur case blanche h5 · Pion blanc sur case noire f4 · Pion blanc sur case noire h4 · Tour noire sur case noire a3 · Pion blanc sur case noire g3 · Roi blanc sur case noire f2 | Tour blanche sur case blanche a8 · Roi noir sur case noire g7 · Pion blanc sur case blanche a6 · Pion noir sur case blanche g6 · Pion noir sur case blanche f5 · Pion noir sur case blanche h5 · Pion blanc sur case noire f4 · Pion blanc sur case noire h4 · Tour noire sur case noire a3 · Pion blanc sur case noire g3 · Roi blanc sur case noire f2 | Tour blanche sur case blanche a8 · Roi noir sur case noire g7 · Pion blanc sur case blanche a6 · Pion noir sur case blanche g6 · Pion noir sur case blanche f5 · Pion noir sur case blanche h5 · Pion blanc sur case noire f4 · Pion blanc sur case noire h4 · Tour noire sur case noire a3 · Pion blanc sur case noire g3 · Roi blanc sur case noire f2 | Tour blanche sur case blanche a8 · Roi noir sur case noire g7 · Pion blanc sur case blanche a6 · Pion noir sur case blanche g6 · Pion noir sur case blanche f5 · Pion noir sur case blanche h5 · Pion blanc sur case noire f4 · Pion blanc sur case noire h4 · Tour noire sur case noire a3 · Pion blanc sur case noire g3 · Roi blanc sur case noire f2 | Tour blanche sur case blanche a8 · Roi noir sur case noire g7 · Pion blanc sur case blanche a6 · Pion noir sur case blanche g6 · Pion noir sur case blanche f5 · Pion noir sur case blanche h5 · Pion blanc sur case noire f4 · Pion blanc sur case noire h4 · Tour noire sur case noire a3 · Pion blanc sur case noire g3 · Roi blanc sur case noire f2 | Tour blanche sur case blanche a8 · Roi noir sur case noire g7 · Pion blanc sur case blanche a6 · Pion noir sur case blanche g6 · Pion noir sur case blanche f5 · Pion noir sur case blanche h5 · Pion blanc sur case noire f4 · Pion blanc sur case noire h4 · Tour noire sur case noire a3 · Pion blanc sur case noire g3 · Roi blanc sur case noire f2 | Tour blanche sur case blanche a8 · Roi noir sur case noire g7 · Pion blanc sur case blanche a6 · Pion noir sur case blanche g6 · Pion noir sur case blanche f5 · Pion noir sur case blanche h5 · Pion blanc sur case noire f4 · Pion blanc sur case noire h4 · Tour noire sur case noire a3 · Pion blanc sur case noire g3 · Roi blanc sur case noire f2 | 1 |
|   | a | b | c | d | e | f | g | h |   |

Un pion passé éloigné est aussi redoutable dans une finale avec des pièces mineures. Il l'est moins en présence de tours car celles-ci peuvent se placer derrière les pions passés (diagramme), comme dans la règle de Siegbert Tarrasch .

## Pions passés en finale
|   | a | b | c | d | e | f | g | h |   |
| 8 | Pion noir sur case blanche f7 · Pion noir sur case noire g7 · Pion noir sur case blanche h7 · Pion blanc sur case blanche f5 · Pion blanc sur case noire g5 · Pion blanc sur case blanche h5 · Roi noir sur case noire g3 · Roi blanc sur case noire g1 | Pion noir sur case blanche f7 · Pion noir sur case noire g7 · Pion noir sur case blanche h7 · Pion blanc sur case blanche f5 · Pion blanc sur case noire g5 · Pion blanc sur case blanche h5 · Roi noir sur case noire g3 · Roi blanc sur case noire g1 | Pion noir sur case blanche f7 · Pion noir sur case noire g7 · Pion noir sur case blanche h7 · Pion blanc sur case blanche f5 · Pion blanc sur case noire g5 · Pion blanc sur case blanche h5 · Roi noir sur case noire g3 · Roi blanc sur case noire g1 | Pion noir sur case blanche f7 · Pion noir sur case noire g7 · Pion noir sur case blanche h7 · Pion blanc sur case blanche f5 · Pion blanc sur case noire g5 · Pion blanc sur case blanche h5 · Roi noir sur case noire g3 · Roi blanc sur case noire g1 | Pion noir sur case blanche f7 · Pion noir sur case noire g7 · Pion noir sur case blanche h7 · Pion blanc sur case blanche f5 · Pion blanc sur case noire g5 · Pion blanc sur case blanche h5 · Roi noir sur case noire g3 · Roi blanc sur case noire g1 | Pion noir sur case blanche f7 · Pion noir sur case noire g7 · Pion noir sur case blanche h7 · Pion blanc sur case blanche f5 · Pion blanc sur case noire g5 · Pion blanc sur case blanche h5 · Roi noir sur case noire g3 · Roi blanc sur case noire g1 | Pion noir sur case blanche f7 · Pion noir sur case noire g7 · Pion noir sur case blanche h7 · Pion blanc sur case blanche f5 · Pion blanc sur case noire g5 · Pion blanc sur case blanche h5 · Roi noir sur case noire g3 · Roi blanc sur case noire g1 | Pion noir sur case blanche f7 · Pion noir sur case noire g7 · Pion noir sur case blanche h7 · Pion blanc sur case blanche f5 · Pion blanc sur case noire g5 · Pion blanc sur case blanche h5 · Roi noir sur case noire g3 · Roi blanc sur case noire g1 | 8 |
| 7 | Pion noir sur case blanche f7 · Pion noir sur case noire g7 · Pion noir sur case blanche h7 · Pion blanc sur case blanche f5 · Pion blanc sur case noire g5 · Pion blanc sur case blanche h5 · Roi noir sur case noire g3 · Roi blanc sur case noire g1 | Pion noir sur case blanche f7 · Pion noir sur case noire g7 · Pion noir sur case blanche h7 · Pion blanc sur case blanche f5 · Pion blanc sur case noire g5 · Pion blanc sur case blanche h5 · Roi noir sur case noire g3 · Roi blanc sur case noire g1 | Pion noir sur case blanche f7 · Pion noir sur case noire g7 · Pion noir sur case blanche h7 · Pion blanc sur case blanche f5 · Pion blanc sur case noire g5 · Pion blanc sur case blanche h5 · Roi noir sur case noire g3 · Roi blanc sur case noire g1 | Pion noir sur case blanche f7 · Pion noir sur case noire g7 · Pion noir sur case blanche h7 · Pion blanc sur case blanche f5 · Pion blanc sur case noire g5 · Pion blanc sur case blanche h5 · Roi noir sur case noire g3 · Roi blanc sur case noire g1 | Pion noir sur case blanche f7 · Pion noir sur case noire g7 · Pion noir sur case blanche h7 · Pion blanc sur case blanche f5 · Pion blanc sur case noire g5 · Pion blanc sur case blanche h5 · Roi noir sur case noire g3 · Roi blanc sur case noire g1 | Pion noir sur case blanche f7 · Pion noir sur case noire g7 · Pion noir sur case blanche h7 · Pion blanc sur case blanche f5 · Pion blanc sur case noire g5 · Pion blanc sur case blanche h5 · Roi noir sur case noire g3 · Roi blanc sur case noire g1 | Pion noir sur case blanche f7 · Pion noir sur case noire g7 · Pion noir sur case blanche h7 · Pion blanc sur case blanche f5 · Pion blanc sur case noire g5 · Pion blanc sur case blanche h5 · Roi noir sur case noire g3 · Roi blanc sur case noire g1 | Pion noir sur case blanche f7 · Pion noir sur case noire g7 · Pion noir sur case blanche h7 · Pion blanc sur case blanche f5 · Pion blanc sur case noire g5 · Pion blanc sur case blanche h5 · Roi noir sur case noire g3 · Roi blanc sur case noire g1 | 7 |
| 6 | Pion noir sur case blanche f7 · Pion noir sur case noire g7 · Pion noir sur case blanche h7 · Pion blanc sur case blanche f5 · Pion blanc sur case noire g5 · Pion blanc sur case blanche h5 · Roi noir sur case noire g3 · Roi blanc sur case noire g1 | Pion noir sur case blanche f7 · Pion noir sur case noire g7 · Pion noir sur case blanche h7 · Pion blanc sur case blanche f5 · Pion blanc sur case noire g5 · Pion blanc sur case blanche h5 · Roi noir sur case noire g3 · Roi blanc sur case noire g1 | Pion noir sur case blanche f7 · Pion noir sur case noire g7 · Pion noir sur case blanche h7 · Pion blanc sur case blanche f5 · Pion blanc sur case noire g5 · Pion blanc sur case blanche h5 · Roi noir sur case noire g3 · Roi blanc sur case noire g1 | Pion noir sur case blanche f7 · Pion noir sur case noire g7 · Pion noir sur case blanche h7 · Pion blanc sur case blanche f5 · Pion blanc sur case noire g5 · Pion blanc sur case blanche h5 · Roi noir sur case noire g3 · Roi blanc sur case noire g1 | Pion noir sur case blanche f7 · Pion noir sur case noire g7 · Pion noir sur case blanche h7 · Pion blanc sur case blanche f5 · Pion blanc sur case noire g5 · Pion blanc sur case blanche h5 · Roi noir sur case noire g3 · Roi blanc sur case noire g1 | Pion noir sur case blanche f7 · Pion noir sur case noire g7 · Pion noir sur case blanche h7 · Pion blanc sur case blanche f5 · Pion blanc sur case noire g5 · Pion blanc sur case blanche h5 · Roi noir sur case noire g3 · Roi blanc sur case noire g1 | Pion noir sur case blanche f7 · Pion noir sur case noire g7 · Pion noir sur case blanche h7 · Pion blanc sur case blanche f5 · Pion blanc sur case noire g5 · Pion blanc sur case blanche h5 · Roi noir sur case noire g3 · Roi blanc sur case noire g1 | Pion noir sur case blanche f7 · Pion noir sur case noire g7 · Pion noir sur case blanche h7 · Pion blanc sur case blanche f5 · Pion blanc sur case noire g5 · Pion blanc sur case blanche h5 · Roi noir sur case noire g3 · Roi blanc sur case noire g1 | 6 |
| 5 | Pion noir sur case blanche f7 · Pion noir sur case noire g7 · Pion noir sur case blanche h7 · Pion blanc sur case blanche f5 · Pion blanc sur case noire g5 · Pion blanc sur case blanche h5 · Roi noir sur case noire g3 · Roi blanc sur case noire g1 | Pion noir sur case blanche f7 · Pion noir sur case noire g7 · Pion noir sur case blanche h7 · Pion blanc sur case blanche f5 · Pion blanc sur case noire g5 · Pion blanc sur case blanche h5 · Roi noir sur case noire g3 · Roi blanc sur case noire g1 | Pion noir sur case blanche f7 · Pion noir sur case noire g7 · Pion noir sur case blanche h7 · Pion blanc sur case blanche f5 · Pion blanc sur case noire g5 · Pion blanc sur case blanche h5 · Roi noir sur case noire g3 · Roi blanc sur case noire g1 | Pion noir sur case blanche f7 · Pion noir sur case noire g7 · Pion noir sur case blanche h7 · Pion blanc sur case blanche f5 · Pion blanc sur case noire g5 · Pion blanc sur case blanche h5 · Roi noir sur case noire g3 · Roi blanc sur case noire g1 | Pion noir sur case blanche f7 · Pion noir sur case noire g7 · Pion noir sur case blanche h7 · Pion blanc sur case blanche f5 · Pion blanc sur case noire g5 · Pion blanc sur case blanche h5 · Roi noir sur case noire g3 · Roi blanc sur case noire g1 | Pion noir sur case blanche f7 · Pion noir sur case noire g7 · Pion noir sur case blanche h7 · Pion blanc sur case blanche f5 · Pion blanc sur case noire g5 · Pion blanc sur case blanche h5 · Roi noir sur case noire g3 · Roi blanc sur case noire g1 | Pion noir sur case blanche f7 · Pion noir sur case noire g7 · Pion noir sur case blanche h7 · Pion blanc sur case blanche f5 · Pion blanc sur case noire g5 · Pion blanc sur case blanche h5 · Roi noir sur case noire g3 · Roi blanc sur case noire g1 | Pion noir sur case blanche f7 · Pion noir sur case noire g7 · Pion noir sur case blanche h7 · Pion blanc sur case blanche f5 · Pion blanc sur case noire g5 · Pion blanc sur case blanche h5 · Roi noir sur case noire g3 · Roi blanc sur case noire g1 | 5 |
| 4 | Pion noir sur case blanche f7 · Pion noir sur case noire g7 · Pion noir sur case blanche h7 · Pion blanc sur case blanche f5 · Pion blanc sur case noire g5 · Pion blanc sur case blanche h5 · Roi noir sur case noire g3 · Roi blanc sur case noire g1 | Pion noir sur case blanche f7 · Pion noir sur case noire g7 · Pion noir sur case blanche h7 · Pion blanc sur case blanche f5 · Pion blanc sur case noire g5 · Pion blanc sur case blanche h5 · Roi noir sur case noire g3 · Roi blanc sur case noire g1 | Pion noir sur case blanche f7 · Pion noir sur case noire g7 · Pion noir sur case blanche h7 · Pion blanc sur case blanche f5 · Pion blanc sur case noire g5 · Pion blanc sur case blanche h5 · Roi noir sur case noire g3 · Roi blanc sur case noire g1 | Pion noir sur case blanche f7 · Pion noir sur case noire g7 · Pion noir sur case blanche h7 · Pion blanc sur case blanche f5 · Pion blanc sur case noire g5 · Pion blanc sur case blanche h5 · Roi noir sur case noire g3 · Roi blanc sur case noire g1 | Pion noir sur case blanche f7 · Pion noir sur case noire g7 · Pion noir sur case blanche h7 · Pion blanc sur case blanche f5 · Pion blanc sur case noire g5 · Pion blanc sur case blanche h5 · Roi noir sur case noire g3 · Roi blanc sur case noire g1 | Pion noir sur case blanche f7 · Pion noir sur case noire g7 · Pion noir sur case blanche h7 · Pion blanc sur case blanche f5 · Pion blanc sur case noire g5 · Pion blanc sur case blanche h5 · Roi noir sur case noire g3 · Roi blanc sur case noire g1 | Pion noir sur case blanche f7 · Pion noir sur case noire g7 · Pion noir sur case blanche h7 · Pion blanc sur case blanche f5 · Pion blanc sur case noire g5 · Pion blanc sur case blanche h5 · Roi noir sur case noire g3 · Roi blanc sur case noire g1 | Pion noir sur case blanche f7 · Pion noir sur case noire g7 · Pion noir sur case blanche h7 · Pion blanc sur case blanche f5 · Pion blanc sur case noire g5 · Pion blanc sur case blanche h5 · Roi noir sur case noire g3 · Roi blanc sur case noire g1 | 4 |
| 3 | Pion noir sur case blanche f7 · Pion noir sur case noire g7 · Pion noir sur case blanche h7 · Pion blanc sur case blanche f5 · Pion blanc sur case noire g5 · Pion blanc sur case blanche h5 · Roi noir sur case noire g3 · Roi blanc sur case noire g1 | Pion noir sur case blanche f7 · Pion noir sur case noire g7 · Pion noir sur case blanche h7 · Pion blanc sur case blanche f5 · Pion blanc sur case noire g5 · Pion blanc sur case blanche h5 · Roi noir sur case noire g3 · Roi blanc sur case noire g1 | Pion noir sur case blanche f7 · Pion noir sur case noire g7 · Pion noir sur case blanche h7 · Pion blanc sur case blanche f5 · Pion blanc sur case noire g5 · Pion blanc sur case blanche h5 · Roi noir sur case noire g3 · Roi blanc sur case noire g1 | Pion noir sur case blanche f7 · Pion noir sur case noire g7 · Pion noir sur case blanche h7 · Pion blanc sur case blanche f5 · Pion blanc sur case noire g5 · Pion blanc sur case blanche h5 · Roi noir sur case noire g3 · Roi blanc sur case noire g1 | Pion noir sur case blanche f7 · Pion noir sur case noire g7 · Pion noir sur case blanche h7 · Pion blanc sur case blanche f5 · Pion blanc sur case noire g5 · Pion blanc sur case blanche h5 · Roi noir sur case noire g3 · Roi blanc sur case noire g1 | Pion noir sur case blanche f7 · Pion noir sur case noire g7 · Pion noir sur case blanche h7 · Pion blanc sur case blanche f5 · Pion blanc sur case noire g5 · Pion blanc sur case blanche h5 · Roi noir sur case noire g3 · Roi blanc sur case noire g1 | Pion noir sur case blanche f7 · Pion noir sur case noire g7 · Pion noir sur case blanche h7 · Pion blanc sur case blanche f5 · Pion blanc sur case noire g5 · Pion blanc sur case blanche h5 · Roi noir sur case noire g3 · Roi blanc sur case noire g1 | Pion noir sur case blanche f7 · Pion noir sur case noire g7 · Pion noir sur case blanche h7 · Pion blanc sur case blanche f5 · Pion blanc sur case noire g5 · Pion blanc sur case blanche h5 · Roi noir sur case noire g3 · Roi blanc sur case noire g1 | 3 |
| 2 | Pion noir sur case blanche f7 · Pion noir sur case noire g7 · Pion noir sur case blanche h7 · Pion blanc sur case blanche f5 · Pion blanc sur case noire g5 · Pion blanc sur case blanche h5 · Roi noir sur case noire g3 · Roi blanc sur case noire g1 | Pion noir sur case blanche f7 · Pion noir sur case noire g7 · Pion noir sur case blanche h7 · Pion blanc sur case blanche f5 · Pion blanc sur case noire g5 · Pion blanc sur case blanche h5 · Roi noir sur case noire g3 · Roi blanc sur case noire g1 | Pion noir sur case blanche f7 · Pion noir sur case noire g7 · Pion noir sur case blanche h7 · Pion blanc sur case blanche f5 · Pion blanc sur case noire g5 · Pion blanc sur case blanche h5 · Roi noir sur case noire g3 · Roi blanc sur case noire g1 | Pion noir sur case blanche f7 · Pion noir sur case noire g7 · Pion noir sur case blanche h7 · Pion blanc sur case blanche f5 · Pion blanc sur case noire g5 · Pion blanc sur case blanche h5 · Roi noir sur case noire g3 · Roi blanc sur case noire g1 | Pion noir sur case blanche f7 · Pion noir sur case noire g7 · Pion noir sur case blanche h7 · Pion blanc sur case blanche f5 · Pion blanc sur case noire g5 · Pion blanc sur case blanche h5 · Roi noir sur case noire g3 · Roi blanc sur case noire g1 | Pion noir sur case blanche f7 · Pion noir sur case noire g7 · Pion noir sur case blanche h7 · Pion blanc sur case blanche f5 · Pion blanc sur case noire g5 · Pion blanc sur case blanche h5 · Roi noir sur case noire g3 · Roi blanc sur case noire g1 | Pion noir sur case blanche f7 · Pion noir sur case noire g7 · Pion noir sur case blanche h7 · Pion blanc sur case blanche f5 · Pion blanc sur case noire g5 · Pion blanc sur case blanche h5 · Roi noir sur case noire g3 · Roi blanc sur case noire g1 | Pion noir sur case blanche f7 · Pion noir sur case noire g7 · Pion noir sur case blanche h7 · Pion blanc sur case blanche f5 · Pion blanc sur case noire g5 · Pion blanc sur case blanche h5 · Roi noir sur case noire g3 · Roi blanc sur case noire g1 | 2 |
| 1 | Pion noir sur case blanche f7 · Pion noir sur case noire g7 · Pion noir sur case blanche h7 · Pion blanc sur case blanche f5 · Pion blanc sur case noire g5 · Pion blanc sur case blanche h5 · Roi noir sur case noire g3 · Roi blanc sur case noire g1 | Pion noir sur case blanche f7 · Pion noir sur case noire g7 · Pion noir sur case blanche h7 · Pion blanc sur case blanche f5 · Pion blanc sur case noire g5 · Pion blanc sur case blanche h5 · Roi noir sur case noire g3 · Roi blanc sur case noire g1 | Pion noir sur case blanche f7 · Pion noir sur case noire g7 · Pion noir sur case blanche h7 · Pion blanc sur case blanche f5 · Pion blanc sur case noire g5 · Pion blanc sur case blanche h5 · Roi noir sur case noire g3 · Roi blanc sur case noire g1 | Pion noir sur case blanche f7 · Pion noir sur case noire g7 · Pion noir sur case blanche h7 · Pion blanc sur case blanche f5 · Pion blanc sur case noire g5 · Pion blanc sur case blanche h5 · Roi noir sur case noire g3 · Roi blanc sur case noire g1 | Pion noir sur case blanche f7 · Pion noir sur case noire g7 · Pion noir sur case blanche h7 · Pion blanc sur case blanche f5 · Pion blanc sur case noire g5 · Pion blanc sur case blanche h5 · Roi noir sur case noire g3 · Roi blanc sur case noire g1 | Pion noir sur case blanche f7 · Pion noir sur case noire g7 · Pion noir sur case blanche h7 · Pion blanc sur case blanche f5 · Pion blanc sur case noire g5 · Pion blanc sur case blanche h5 · Roi noir sur case noire g3 · Roi blanc sur case noire g1 | Pion noir sur case blanche f7 · Pion noir sur case noire g7 · Pion noir sur case blanche h7 · Pion blanc sur case blanche f5 · Pion blanc sur case noire g5 · Pion blanc sur case blanche h5 · Roi noir sur case noire g3 · Roi blanc sur case noire g1 | Pion noir sur case blanche f7 · Pion noir sur case noire g7 · Pion noir sur case blanche h7 · Pion blanc sur case blanche f5 · Pion blanc sur case noire g5 · Pion blanc sur case blanche h5 · Roi noir sur case noire g3 · Roi blanc sur case noire g1 | 1 |
|   | a | b | c | d | e | f | g | h |   |

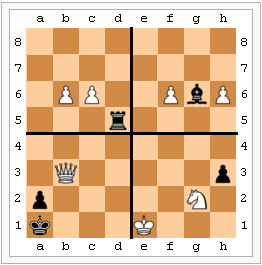
Quatre exemples de pions passés.

Les pions passés sont particulièrement importants, et souvent de façon décisive, dans la finale. Jeremy Silman estime qu'un pion passé qui ne joue aucun rôle dynamique dans une position de milieu de jeu où les deux camps s'affrontent dans une autre zone de l'échiquier reste précieux, car il représente une « police d'assurance » pour la finale. La position de gauche en fournit un exemple remarquable. Les Blancs n'ont pas de pion passé et ils semblent être dans une situation désespérée car le roi Noir va bientôt attaquer les pions blancs avec 1...Rg4. En réalité, les Blancs créent un pion passé grâce à une combinaison de sacrifice et gagnent : 1.g6! fxg6 (ou 1...hxg6 2. f6! gxf6 3. h6!) 2.h6! gxh6 3.f6! et le pion passé blanc ne peut plus être arrêté. Si les Noirs avaient été au trait, ils auraient empêché cette combinaison par 1...g6! (et pas 1...f6 2.h6!, ni 1...h6 2.f6!).
Puisque le pion passé n'a plus de vis-à-vis, la menace de sa promotion oblige souvent l'adversaire à immobiliser une pièce pour le bloquer ou le capturer, perdant ainsi du temps précieux et parfois du matériel. 
Un pion passé proche de la promotion a une valeur qui dépasse souvent celle d'une pièce. Quatre exemples de ceci sont montrés dans le diagramme de droite. Dans le quartier en haut à gauche de l'échiquier, les pions passés liés blancs sur la 6e rangée sont supérieurs à la tour noire. Même au trait, les Noirs ne peuvent pas empêcher la promotion d'un des pions blancs. De même, dans la partie en haut à droite, le fou noir ne peut empêcher la promotion de l'un des deux pions blancs. Les Blancs réalisent la promotion après 1.f7 (1.h7 fonctionne aussi) Fxf7 2.h7 suivi de 3.h8=D. Dans le quartier en bas à gauche, la dame blanche ne peut pas empêcher la promotion du pion noir en évitant le pat, le roi noir peut juste alterner entre a8, b8 et b7. Le quartier en bas à droite montre comment un cavalier peut s'avérer inefficace à bloquer un pion passé adverse, en particulier un pion du flanc. Le cavalier est incapable de bloquer le pion, et si le roi blanc (qui capturerait le pion si le cavalier était ailleurs) approche avec 1.Rf2 (espérant 1...hxg2?? 2.Rxg2), les Noirs jouent 1...h2! puis 2...h1=D.
|   | a | b | c | d | e | f | g | h |   |
| 8 | Roi noir sur case blanche a8 · Fou noir sur case noire a7 · Pion blanc sur case noire c7 · Roi blanc sur case blanche a6 · Pion blanc sur case noire b6 · Dame noire sur case noire g5 · Cavalier noir sur case noire e1 | Roi noir sur case blanche a8 · Fou noir sur case noire a7 · Pion blanc sur case noire c7 · Roi blanc sur case blanche a6 · Pion blanc sur case noire b6 · Dame noire sur case noire g5 · Cavalier noir sur case noire e1 | Roi noir sur case blanche a8 · Fou noir sur case noire a7 · Pion blanc sur case noire c7 · Roi blanc sur case blanche a6 · Pion blanc sur case noire b6 · Dame noire sur case noire g5 · Cavalier noir sur case noire e1 | Roi noir sur case blanche a8 · Fou noir sur case noire a7 · Pion blanc sur case noire c7 · Roi blanc sur case blanche a6 · Pion blanc sur case noire b6 · Dame noire sur case noire g5 · Cavalier noir sur case noire e1 | Roi noir sur case blanche a8 · Fou noir sur case noire a7 · Pion blanc sur case noire c7 · Roi blanc sur case blanche a6 · Pion blanc sur case noire b6 · Dame noire sur case noire g5 · Cavalier noir sur case noire e1 | Roi noir sur case blanche a8 · Fou noir sur case noire a7 · Pion blanc sur case noire c7 · Roi blanc sur case blanche a6 · Pion blanc sur case noire b6 · Dame noire sur case noire g5 · Cavalier noir sur case noire e1 | Roi noir sur case blanche a8 · Fou noir sur case noire a7 · Pion blanc sur case noire c7 · Roi blanc sur case blanche a6 · Pion blanc sur case noire b6 · Dame noire sur case noire g5 · Cavalier noir sur case noire e1 | Roi noir sur case blanche a8 · Fou noir sur case noire a7 · Pion blanc sur case noire c7 · Roi blanc sur case blanche a6 · Pion blanc sur case noire b6 · Dame noire sur case noire g5 · Cavalier noir sur case noire e1 | 8 |
| 7 | Roi noir sur case blanche a8 · Fou noir sur case noire a7 · Pion blanc sur case noire c7 · Roi blanc sur case blanche a6 · Pion blanc sur case noire b6 · Dame noire sur case noire g5 · Cavalier noir sur case noire e1 | Roi noir sur case blanche a8 · Fou noir sur case noire a7 · Pion blanc sur case noire c7 · Roi blanc sur case blanche a6 · Pion blanc sur case noire b6 · Dame noire sur case noire g5 · Cavalier noir sur case noire e1 | Roi noir sur case blanche a8 · Fou noir sur case noire a7 · Pion blanc sur case noire c7 · Roi blanc sur case blanche a6 · Pion blanc sur case noire b6 · Dame noire sur case noire g5 · Cavalier noir sur case noire e1 | Roi noir sur case blanche a8 · Fou noir sur case noire a7 · Pion blanc sur case noire c7 · Roi blanc sur case blanche a6 · Pion blanc sur case noire b6 · Dame noire sur case noire g5 · Cavalier noir sur case noire e1 | Roi noir sur case blanche a8 · Fou noir sur case noire a7 · Pion blanc sur case noire c7 · Roi blanc sur case blanche a6 · Pion blanc sur case noire b6 · Dame noire sur case noire g5 · Cavalier noir sur case noire e1 | Roi noir sur case blanche a8 · Fou noir sur case noire a7 · Pion blanc sur case noire c7 · Roi blanc sur case blanche a6 · Pion blanc sur case noire b6 · Dame noire sur case noire g5 · Cavalier noir sur case noire e1 | Roi noir sur case blanche a8 · Fou noir sur case noire a7 · Pion blanc sur case noire c7 · Roi blanc sur case blanche a6 · Pion blanc sur case noire b6 · Dame noire sur case noire g5 · Cavalier noir sur case noire e1 | Roi noir sur case blanche a8 · Fou noir sur case noire a7 · Pion blanc sur case noire c7 · Roi blanc sur case blanche a6 · Pion blanc sur case noire b6 · Dame noire sur case noire g5 · Cavalier noir sur case noire e1 | 7 |
| 6 | Roi noir sur case blanche a8 · Fou noir sur case noire a7 · Pion blanc sur case noire c7 · Roi blanc sur case blanche a6 · Pion blanc sur case noire b6 · Dame noire sur case noire g5 · Cavalier noir sur case noire e1 | Roi noir sur case blanche a8 · Fou noir sur case noire a7 · Pion blanc sur case noire c7 · Roi blanc sur case blanche a6 · Pion blanc sur case noire b6 · Dame noire sur case noire g5 · Cavalier noir sur case noire e1 | Roi noir sur case blanche a8 · Fou noir sur case noire a7 · Pion blanc sur case noire c7 · Roi blanc sur case blanche a6 · Pion blanc sur case noire b6 · Dame noire sur case noire g5 · Cavalier noir sur case noire e1 | Roi noir sur case blanche a8 · Fou noir sur case noire a7 · Pion blanc sur case noire c7 · Roi blanc sur case blanche a6 · Pion blanc sur case noire b6 · Dame noire sur case noire g5 · Cavalier noir sur case noire e1 | Roi noir sur case blanche a8 · Fou noir sur case noire a7 · Pion blanc sur case noire c7 · Roi blanc sur case blanche a6 · Pion blanc sur case noire b6 · Dame noire sur case noire g5 · Cavalier noir sur case noire e1 | Roi noir sur case blanche a8 · Fou noir sur case noire a7 · Pion blanc sur case noire c7 · Roi blanc sur case blanche a6 · Pion blanc sur case noire b6 · Dame noire sur case noire g5 · Cavalier noir sur case noire e1 | Roi noir sur case blanche a8 · Fou noir sur case noire a7 · Pion blanc sur case noire c7 · Roi blanc sur case blanche a6 · Pion blanc sur case noire b6 · Dame noire sur case noire g5 · Cavalier noir sur case noire e1 | Roi noir sur case blanche a8 · Fou noir sur case noire a7 · Pion blanc sur case noire c7 · Roi blanc sur case blanche a6 · Pion blanc sur case noire b6 · Dame noire sur case noire g5 · Cavalier noir sur case noire e1 | 6 |
| 5 | Roi noir sur case blanche a8 · Fou noir sur case noire a7 · Pion blanc sur case noire c7 · Roi blanc sur case blanche a6 · Pion blanc sur case noire b6 · Dame noire sur case noire g5 · Cavalier noir sur case noire e1 | Roi noir sur case blanche a8 · Fou noir sur case noire a7 · Pion blanc sur case noire c7 · Roi blanc sur case blanche a6 · Pion blanc sur case noire b6 · Dame noire sur case noire g5 · Cavalier noir sur case noire e1 | Roi noir sur case blanche a8 · Fou noir sur case noire a7 · Pion blanc sur case noire c7 · Roi blanc sur case blanche a6 · Pion blanc sur case noire b6 · Dame noire sur case noire g5 · Cavalier noir sur case noire e1 | Roi noir sur case blanche a8 · Fou noir sur case noire a7 · Pion blanc sur case noire c7 · Roi blanc sur case blanche a6 · Pion blanc sur case noire b6 · Dame noire sur case noire g5 · Cavalier noir sur case noire e1 | Roi noir sur case blanche a8 · Fou noir sur case noire a7 · Pion blanc sur case noire c7 · Roi blanc sur case blanche a6 · Pion blanc sur case noire b6 · Dame noire sur case noire g5 · Cavalier noir sur case noire e1 | Roi noir sur case blanche a8 · Fou noir sur case noire a7 · Pion blanc sur case noire c7 · Roi blanc sur case blanche a6 · Pion blanc sur case noire b6 · Dame noire sur case noire g5 · Cavalier noir sur case noire e1 | Roi noir sur case blanche a8 · Fou noir sur case noire a7 · Pion blanc sur case noire c7 · Roi blanc sur case blanche a6 · Pion blanc sur case noire b6 · Dame noire sur case noire g5 · Cavalier noir sur case noire e1 | Roi noir sur case blanche a8 · Fou noir sur case noire a7 · Pion blanc sur case noire c7 · Roi blanc sur case blanche a6 · Pion blanc sur case noire b6 · Dame noire sur case noire g5 · Cavalier noir sur case noire e1 | 5 |
| 4 | Roi noir sur case blanche a8 · Fou noir sur case noire a7 · Pion blanc sur case noire c7 · Roi blanc sur case blanche a6 · Pion blanc sur case noire b6 · Dame noire sur case noire g5 · Cavalier noir sur case noire e1 | Roi noir sur case blanche a8 · Fou noir sur case noire a7 · Pion blanc sur case noire c7 · Roi blanc sur case blanche a6 · Pion blanc sur case noire b6 · Dame noire sur case noire g5 · Cavalier noir sur case noire e1 | Roi noir sur case blanche a8 · Fou noir sur case noire a7 · Pion blanc sur case noire c7 · Roi blanc sur case blanche a6 · Pion blanc sur case noire b6 · Dame noire sur case noire g5 · Cavalier noir sur case noire e1 | Roi noir sur case blanche a8 · Fou noir sur case noire a7 · Pion blanc sur case noire c7 · Roi blanc sur case blanche a6 · Pion blanc sur case noire b6 · Dame noire sur case noire g5 · Cavalier noir sur case noire e1 | Roi noir sur case blanche a8 · Fou noir sur case noire a7 · Pion blanc sur case noire c7 · Roi blanc sur case blanche a6 · Pion blanc sur case noire b6 · Dame noire sur case noire g5 · Cavalier noir sur case noire e1 | Roi noir sur case blanche a8 · Fou noir sur case noire a7 · Pion blanc sur case noire c7 · Roi blanc sur case blanche a6 · Pion blanc sur case noire b6 · Dame noire sur case noire g5 · Cavalier noir sur case noire e1 | Roi noir sur case blanche a8 · Fou noir sur case noire a7 · Pion blanc sur case noire c7 · Roi blanc sur case blanche a6 · Pion blanc sur case noire b6 · Dame noire sur case noire g5 · Cavalier noir sur case noire e1 | Roi noir sur case blanche a8 · Fou noir sur case noire a7 · Pion blanc sur case noire c7 · Roi blanc sur case blanche a6 · Pion blanc sur case noire b6 · Dame noire sur case noire g5 · Cavalier noir sur case noire e1 | 4 |
| 3 | Roi noir sur case blanche a8 · Fou noir sur case noire a7 · Pion blanc sur case noire c7 · Roi blanc sur case blanche a6 · Pion blanc sur case noire b6 · Dame noire sur case noire g5 · Cavalier noir sur case noire e1 | Roi noir sur case blanche a8 · Fou noir sur case noire a7 · Pion blanc sur case noire c7 · Roi blanc sur case blanche a6 · Pion blanc sur case noire b6 · Dame noire sur case noire g5 · Cavalier noir sur case noire e1 | Roi noir sur case blanche a8 · Fou noir sur case noire a7 · Pion blanc sur case noire c7 · Roi blanc sur case blanche a6 · Pion blanc sur case noire b6 · Dame noire sur case noire g5 · Cavalier noir sur case noire e1 | Roi noir sur case blanche a8 · Fou noir sur case noire a7 · Pion blanc sur case noire c7 · Roi blanc sur case blanche a6 · Pion blanc sur case noire b6 · Dame noire sur case noire g5 · Cavalier noir sur case noire e1 | Roi noir sur case blanche a8 · Fou noir sur case noire a7 · Pion blanc sur case noire c7 · Roi blanc sur case blanche a6 · Pion blanc sur case noire b6 · Dame noire sur case noire g5 · Cavalier noir sur case noire e1 | Roi noir sur case blanche a8 · Fou noir sur case noire a7 · Pion blanc sur case noire c7 · Roi blanc sur case blanche a6 · Pion blanc sur case noire b6 · Dame noire sur case noire g5 · Cavalier noir sur case noire e1 | Roi noir sur case blanche a8 · Fou noir sur case noire a7 · Pion blanc sur case noire c7 · Roi blanc sur case blanche a6 · Pion blanc sur case noire b6 · Dame noire sur case noire g5 · Cavalier noir sur case noire e1 | Roi noir sur case blanche a8 · Fou noir sur case noire a7 · Pion blanc sur case noire c7 · Roi blanc sur case blanche a6 · Pion blanc sur case noire b6 · Dame noire sur case noire g5 · Cavalier noir sur case noire e1 | 3 |
| 2 | Roi noir sur case blanche a8 · Fou noir sur case noire a7 · Pion blanc sur case noire c7 · Roi blanc sur case blanche a6 · Pion blanc sur case noire b6 · Dame noire sur case noire g5 · Cavalier noir sur case noire e1 | Roi noir sur case blanche a8 · Fou noir sur case noire a7 · Pion blanc sur case noire c7 · Roi blanc sur case blanche a6 · Pion blanc sur case noire b6 · Dame noire sur case noire g5 · Cavalier noir sur case noire e1 | Roi noir sur case blanche a8 · Fou noir sur case noire a7 · Pion blanc sur case noire c7 · Roi blanc sur case blanche a6 · Pion blanc sur case noire b6 · Dame noire sur case noire g5 · Cavalier noir sur case noire e1 | Roi noir sur case blanche a8 · Fou noir sur case noire a7 · Pion blanc sur case noire c7 · Roi blanc sur case blanche a6 · Pion blanc sur case noire b6 · Dame noire sur case noire g5 · Cavalier noir sur case noire e1 | Roi noir sur case blanche a8 · Fou noir sur case noire a7 · Pion blanc sur case noire c7 · Roi blanc sur case blanche a6 · Pion blanc sur case noire b6 · Dame noire sur case noire g5 · Cavalier noir sur case noire e1 | Roi noir sur case blanche a8 · Fou noir sur case noire a7 · Pion blanc sur case noire c7 · Roi blanc sur case blanche a6 · Pion blanc sur case noire b6 · Dame noire sur case noire g5 · Cavalier noir sur case noire e1 | Roi noir sur case blanche a8 · Fou noir sur case noire a7 · Pion blanc sur case noire c7 · Roi blanc sur case blanche a6 · Pion blanc sur case noire b6 · Dame noire sur case noire g5 · Cavalier noir sur case noire e1 | Roi noir sur case blanche a8 · Fou noir sur case noire a7 · Pion blanc sur case noire c7 · Roi blanc sur case blanche a6 · Pion blanc sur case noire b6 · Dame noire sur case noire g5 · Cavalier noir sur case noire e1 | 2 |
| 1 | Roi noir sur case blanche a8 · Fou noir sur case noire a7 · Pion blanc sur case noire c7 · Roi blanc sur case blanche a6 · Pion blanc sur case noire b6 · Dame noire sur case noire g5 · Cavalier noir sur case noire e1 | Roi noir sur case blanche a8 · Fou noir sur case noire a7 · Pion blanc sur case noire c7 · Roi blanc sur case blanche a6 · Pion blanc sur case noire b6 · Dame noire sur case noire g5 · Cavalier noir sur case noire e1 | Roi noir sur case blanche a8 · Fou noir sur case noire a7 · Pion blanc sur case noire c7 · Roi blanc sur case blanche a6 · Pion blanc sur case noire b6 · Dame noire sur case noire g5 · Cavalier noir sur case noire e1 | Roi noir sur case blanche a8 · Fou noir sur case noire a7 · Pion blanc sur case noire c7 · Roi blanc sur case blanche a6 · Pion blanc sur case noire b6 · Dame noire sur case noire g5 · Cavalier noir sur case noire e1 | Roi noir sur case blanche a8 · Fou noir sur case noire a7 · Pion blanc sur case noire c7 · Roi blanc sur case blanche a6 · Pion blanc sur case noire b6 · Dame noire sur case noire g5 · Cavalier noir sur case noire e1 | Roi noir sur case blanche a8 · Fou noir sur case noire a7 · Pion blanc sur case noire c7 · Roi blanc sur case blanche a6 · Pion blanc sur case noire b6 · Dame noire sur case noire g5 · Cavalier noir sur case noire e1 | Roi noir sur case blanche a8 · Fou noir sur case noire a7 · Pion blanc sur case noire c7 · Roi blanc sur case blanche a6 · Pion blanc sur case noire b6 · Dame noire sur case noire g5 · Cavalier noir sur case noire e1 | Roi noir sur case blanche a8 · Fou noir sur case noire a7 · Pion blanc sur case noire c7 · Roi blanc sur case blanche a6 · Pion blanc sur case noire b6 · Dame noire sur case noire g5 · Cavalier noir sur case noire e1 | 1 |
|   | a | b | c | d | e | f | g | h |   |

Un exemple montrant la puissance des pions passés est montré dans la position de gauche, qui est la conclusion d'une étude de finale de Leopold Mitrofanov (en). Les Noirs, avec une dame, un fou et un cavalier, n'ont aucun recours face aux deux pions passés blancs qui menacent à la fois 10.b7# et 10.c8D+ Fb8 11.b7#. Si 9...Dd5, 10.c8D+ Fb8 11.b7+ Dxb7 12.Dxb7#; si 12...Dg6 10.c8D+ Fb8 11.Db7#; si 9...Da5+, 10.Rxa5+ Rb7 11.bxa7 et les Noirs ne peuvent arrêter l'un des deux pions.

## Le blocage du pion passé
Le blocage se définit comme l'arrêt mécanique d'un pion passé par une pièce adverse. Aaron Nimzowitsch estime en effet qu'il n'est pas suffisant de maintenir un contrôle sur la case immédiatement devant ce pion (en la contrôlant par exemple à l'aide de plusieurs pièces) car le pion passé « est un criminel si dangereux qu'il ne suffit pas de la placer sous surveillance policière » mais qu'il est indispensable de « le mettre en prison » à l'aide d'un bloqueur. Sans cela, l'avancée du pion risque de devenir irrésistible. L'adversaire, en général, devra lutter durement pour égaliser si le pion passé atteint la sixième traverse.
Car il ne faut pas négliger l'« envie d'expansion » du pion passé, même s'il doit être pris. En avançant, le pion passé est susceptible de permettre aux autres pièces de gagner des possibilités de jeu : il ouvre une diagonale pour un Fou, libère une case pour le Cavalier et même sa prise peut créer une colonne ouverte pour la Tour... Le blocage du pion peut ainsi s'étendre à toute la position : une fois bloqué, il obstrue diagonale et colonne et offre à l'adversaire une bonne case : celle située juste devant le pion passé, protégée des attaques de tour. Les cases de blocage ont en effet tendance à être des cases faibles pour le propriétaire du pion passé et d'excellentes cases pour son adversaire : protégées des attaques, elles peuvent servir d'avant-poste à un Cavalier qui pourra être soutenu par une Tour. Le bloqueur peut « proférer des menaces » depuis sa case de blocage : un Cavalier Blanc en d5 bloquant un pion passé d6, menaçant les cases b6, c7, e7 et f6 sera une véritable gêne dans le camp Noir. Il est en conséquence important que le bloqueur dispose de ce que Nimzovistch appelle « une certaine élasticité » : le bloqueur peut quitter sa case de façon utile au jeu, mais il faut qu'il soit capable d'y revenir facilement et éventuellement qu'une des pièces qui protégeaient le bloqueur puisse le remplacer si besoin est. 
Selon Nimzowitsch, les meilleurs bloqueurs sont les pièces légères. En effet, ces pièces sont plus difficiles à chasser : si elles sont attaquées, il suffit de les protéger, alors qu'une dame ou une tour attaquée devra le plus souvent quitter la case où elle se trouve en raison de sa valeur.
Afin de favoriser le pion passé, et pour éviter les blocages, Jeremy Silman conseille à son propriétaire d'échanger les pièces légères - les meilleurs bloqueurs - mais de garder les Dames en jeu et si possible au moins une Tour. La présence de la Dame sur l'échiquier devrait en effet rendre plus ardu le blocage du pion passé par le Roi.